# Bombenangriff auf Braunschweig am 15. Oktober 1944

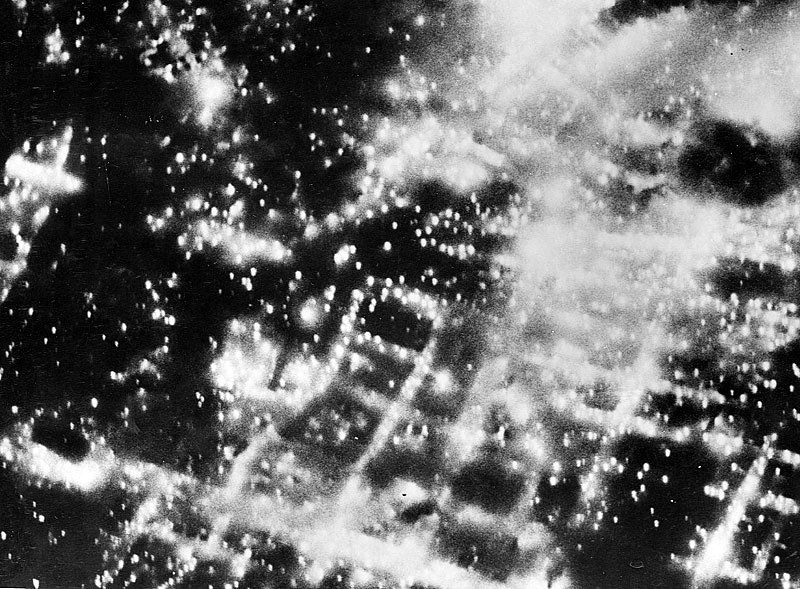
Das brennende Braunschweig am frühen Morgen des 15. Oktober 1944, aufgenommen zwischen 2:00 und 3:00 Uhr von einem Lancaster-Bomber der RAF

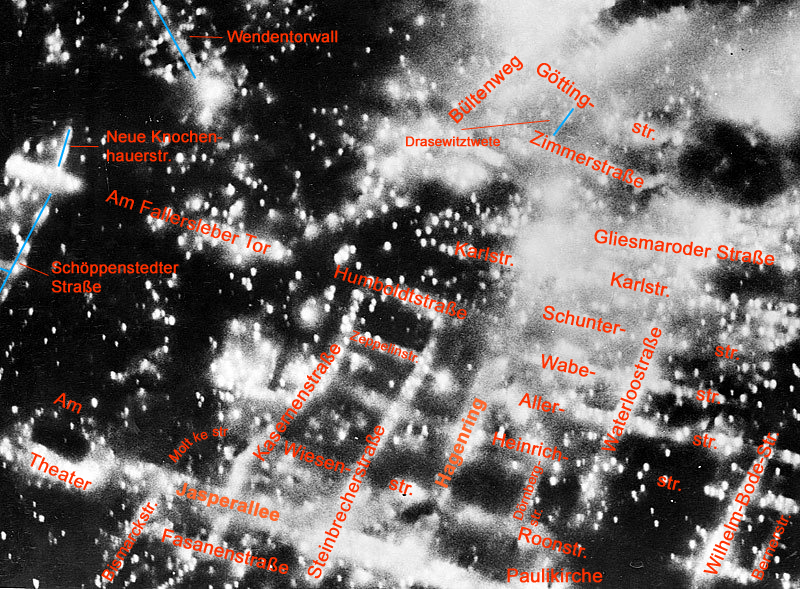
Dasselbe Foto mit (heutigen) Straßennamen zur besseren Orientierung: Es zeigt den nordwestlichen Bereich des Östlichen Ringgebietes. Das Staatstheater (großes dunkles Gebäude mit heller Umrandung auf zwei Seiten) befindet sich in der unteren linken Ecke; davon ausgehend, schräg zur Mitte des unteren Bildrandes verlaufend die Kaiser-Wilhelm-Straße (heute Jasperallee).

Der Bombenangriff auf Braunschweig am 15. Oktober 1944 durch die 5. Bombergruppe der Royal Air Force (RAF) markiert den Höhepunkt der Zerstörung der Stadt Braunschweig im Zweiten Weltkrieg. Der Luftangriff erzeugte einen Feuersturm, der zweieinhalb Tage lang wütete, über 90 % der mittelalterlich geprägten Innenstadt zerstörte und das Erscheinungsbild der Stadt bis in die Gegenwart hinein nachhaltig verändert hat. Das Flächenbombardement ziviler Ziele (Innenstadt, Wohngebiete und andere) durch die RAF erfolgte aufgrund der vom britischen Luftfahrtministerium (Air Ministry) am 14. Februar 1942 erteilten „Area Bombing Directive“.

## Angriffsziel Braunschweig

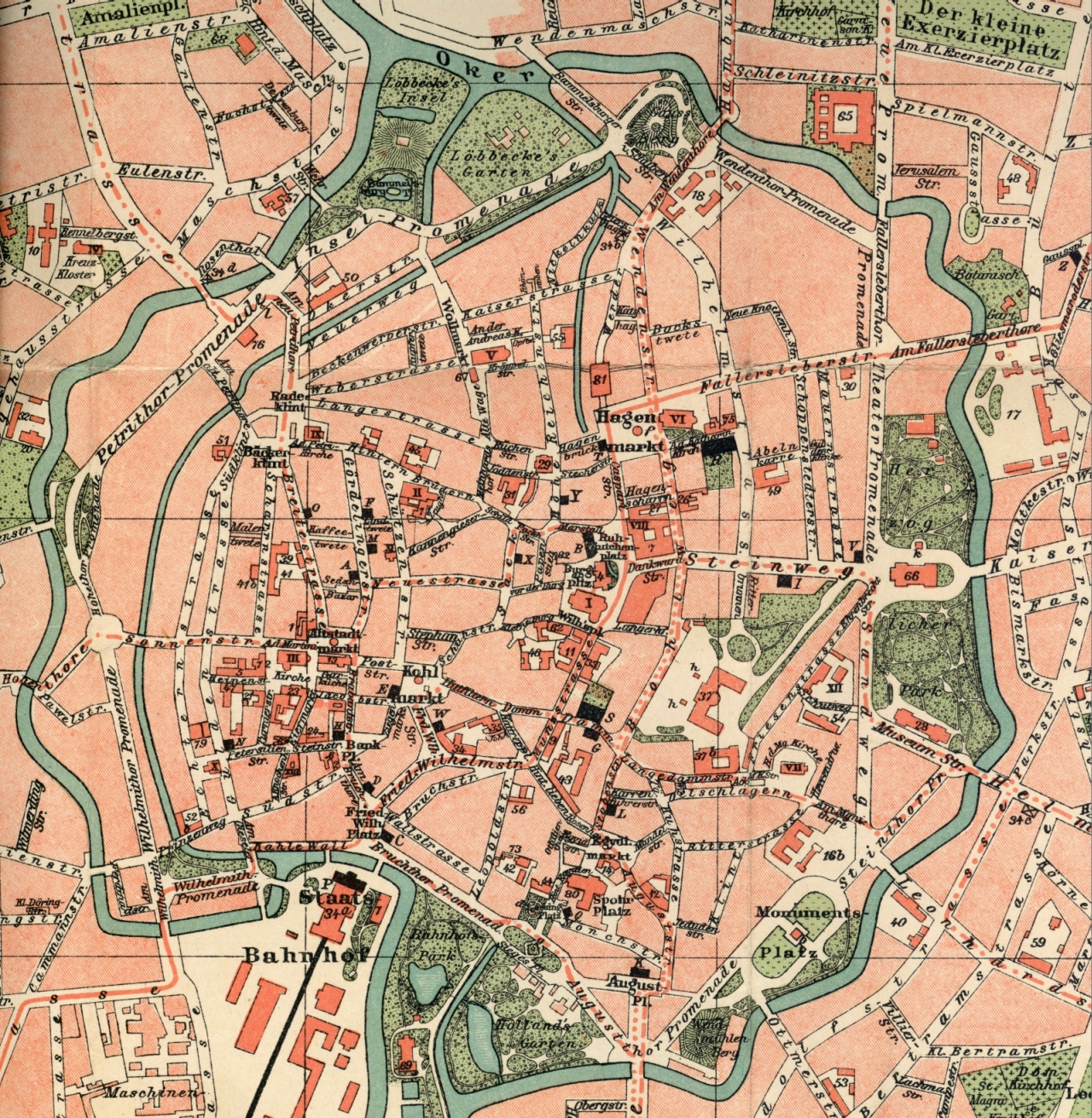
Braunschweigs Innenstadt: Der Plan stammt von 1899, der Straßenverlauf war 1944 aber noch derselbe. Der Dom befindet sich im Zentrum, der blaue Ring ist die Oker. Im Südwesten der Bahnhof, rechts daneben die zwei Grünanlagen Bahnhofs-Park und Holland’s Garten, im Südosten der Löwenwall, darüber im Osten zunächst das Herzog Anton Ulrich-Museum, dann das Staatstheater, im Norden der Park von Löbbeckes Insel.

Der erste Luftangriff auf Braunschweig erfolgte am 17. August 1940 durch die Royal Air Force; dabei wurden sieben Personen getötet. Von diesem Tage an wurden die Luftangriffe zahlreicher, präziser und verheerender in ihrer Wirkung. Seit dem 27. Januar 1943 griffen die Bomber der United States Army Air Forces (USAAF) deutsche Städte auch bei Tage an. Ab Februar 1944 („Big Week“) war Braunschweig planmäßig Ziel amerikanischer und britischer Bomberstaffeln, wobei die RAF die Nachtangriffe und die USAAF die Tagesangriffe flog. Diese Aufteilung entsprach der bei der Konferenz von Casablanca 1943 festgelegten „kombinierte Bomberoffensive“ (Combined Bomber Offensive; CBO), einem gemeinsamen Vorgehen der Bomberkräfte Großbritanniens und der USA.

### Forschungs- und Rüstungsstandorte in und um Braunschweig
In den 1930er Jahren wurde Braunschweig kontinuierlich zu einem Zentrum der deutschen Rüstungsindustrie ausgebaut. Die Großbetriebe, die zum Teil mitten in der Stadt angesiedelt waren, zogen Tausende von Arbeitern an, für die neue Wohngebiete geschaffen werden mussten, so z. B. die ab Mitte 1933 als „Dietrich-Klagges-Stadt“ erbaute Gartenstadt und die NS-Muster-Siedlungen Lehndorf, Mascherode-Südstadt und Schuntersiedlung.
Insgesamt war Braunschweig – zu Beginn des 20. Jahrhunderts hauptsächlich eine Arbeiter- und Industriestadt – während des Zweiten Weltkrieges ca. 42 Luftangriffen britischer und amerikanischer Bomberverbände ausgesetzt. Die Angriffe galten vorwiegend den Rüstungsbetrieben in und um Braunschweig, in denen insbesondere Kampfflugzeuge, Panzer, Lastkraftwagen sowie optische und feinmechanische Präzisionsinstrumente hergestellt wurden, dem Hafen am Mittellandkanal, den Konservenfabriken, den Bahnhöfen und dem Reichsbahnausbesserungswerk.
Weitere Ziele waren die in der Stadt zwischen 1936 und 1939 gegründeten vier Institute der Technischen Hochschule Braunschweig: Die Institute für Flugzeugbau, Triebwerkslehre, Aerodynamik sowie für Luftfahrtmesstechnik und Flugmeteorologie. Aus ihnen war das neue Luftfahrt-Lehrzentrum am Flughafen Waggum entstanden. In südlicher Richtung befand sich seit 1936 bei Völkenrode die Luftfahrtforschungsanstalt Hermann Göring (LFA). Ebenfalls kriegswichtig war das Institut für baulichen Luftschutz.

### Rüstungsbetriebe in und um Braunschweig (Auswahl)

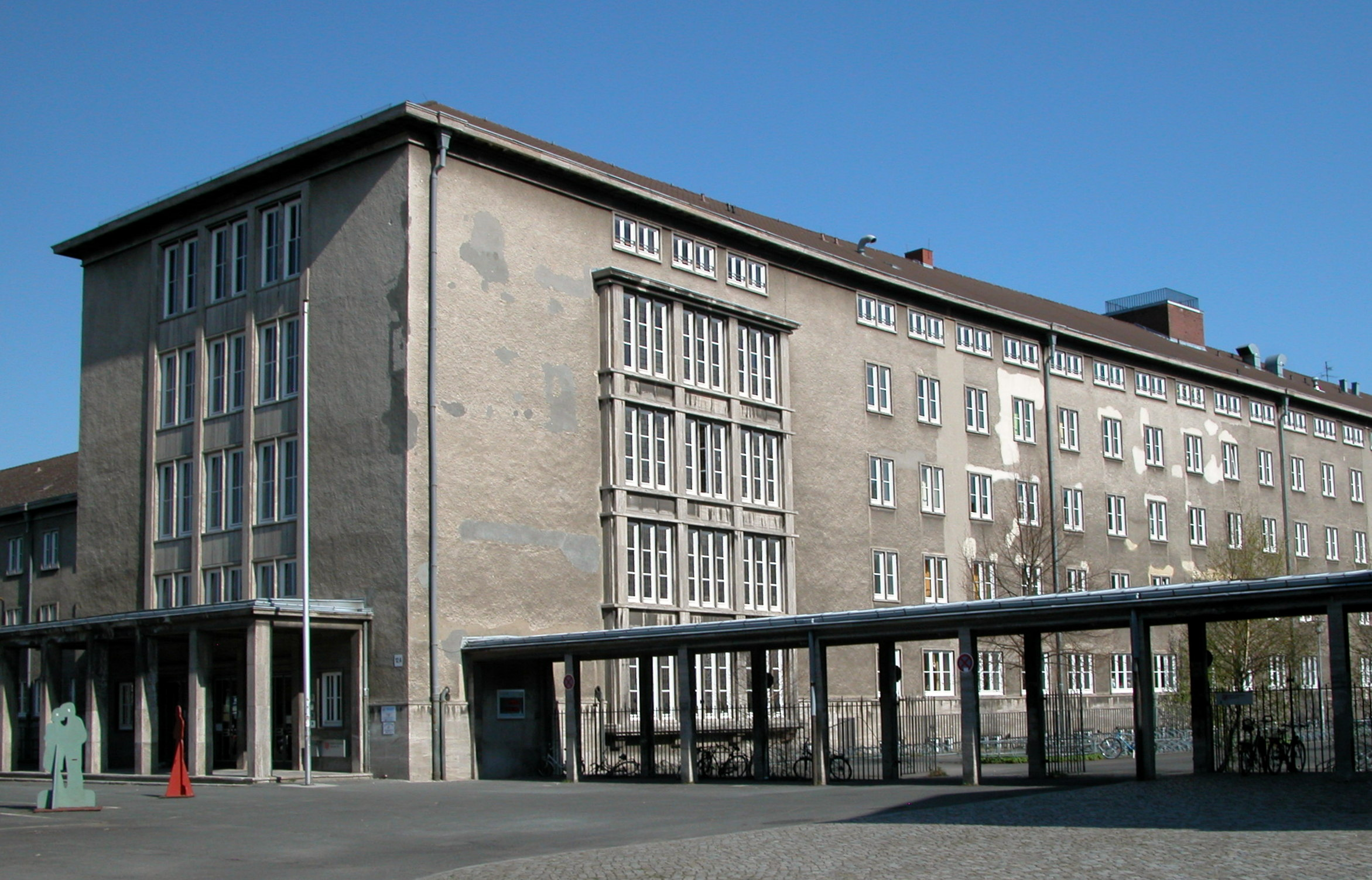
Gebäude des ehemaligen Luftflottenkommandos 2, seit 1989 IGS Franzsches Feld.

Braunschweigs bedeutendste Rüstungsbetriebe waren neben solchen der Flugzeugindustrie wie z. B. der Flugzeugwerke Braunschweig GmbH die Luther-Werke, die u. a. Jagdflugzeuge vom Typ Bf 110 produzierten, die Niedersächsischen Motorenwerke (NIEMO) und das Vorwerk Braunschweig des Volkswagenwerkes, das Kampfflugzeuge vom Typ Ju 88 herstellte. Daneben gab es kleinere Unternehmen, die hauptsächlich Reparatur- und Zulieferaufgaben wahrnahmen wie Grotrian-Steinweg für Flugzeuge oder die MIAG, die Panzer und Sturmgeschütze III fertigte.
Büssing war ein für die Produktion von Lastkraftwagen kriegswichtiges Unternehmen, während die Schuberth-Werke vorrangig Stahlhelme herstellten. Betriebe aus dem Bereich Maschinen- und Anlagenbau waren die Braunschweigische Maschinenbauanstalt (BMA), Karges & Hammer, Wilke-Werke, Wullbrandt & Seele, Lanico, Selwig & Lange sowie die zu Siemens & Halske gehörende Eisenbahnsignal-Bauanstalt Max Jüdel & Co. Für feinmechanische und präzisionsoptische Instrumente wie Zielvorrichtungen (Reflexvisiere) oder (Luftbild-)Kameras waren die Unternehmen Franke & Heidecke und Voigtländer bekannt. Darüber hinaus gab es eine Vielzahl unterschiedlich großer Firmen, die in vielen kriegswirtschaftlich wichtigen Bereichen tätig waren, wie beispielsweise der Konservendosenhersteller Schmalbach.
In unmittelbarer Nähe Braunschweigs befanden sich zudem ca. 15 km südlich in Salzgitter die Reichswerke Hermann Göring und ca. 25 km nordöstlich bei Fallersleben das Volkswagen-Werk.
Die Stadt entwickelte sich in den 1930er Jahren allmählich zur „Stadt der Flieger“. Das Luftflottenkommando 2 hatte seinen Standort am Nußberg, gleich neben dem neu gebauten „Fliegerviertel“ (Wohnhäuser für Angehörige der Luftwaffe). Dazu kamen das „Luftwaffenlazarett“ an der Salzdahlumer Straße (später Städtisches Klinikum) sowie zahlreiche Kasernen. In Waggum, Broitzem und Völkenrode wurden Flugplätze errichtet bzw. ausgebaut. Sie wurden im Laufe des Krieges nach und nach, wie auch die gesamte Stadt, in die systematische Zerstörung mit einbezogen.

## Luftverteidigung in und um Braunschweig

### Flugabwehrstellungen

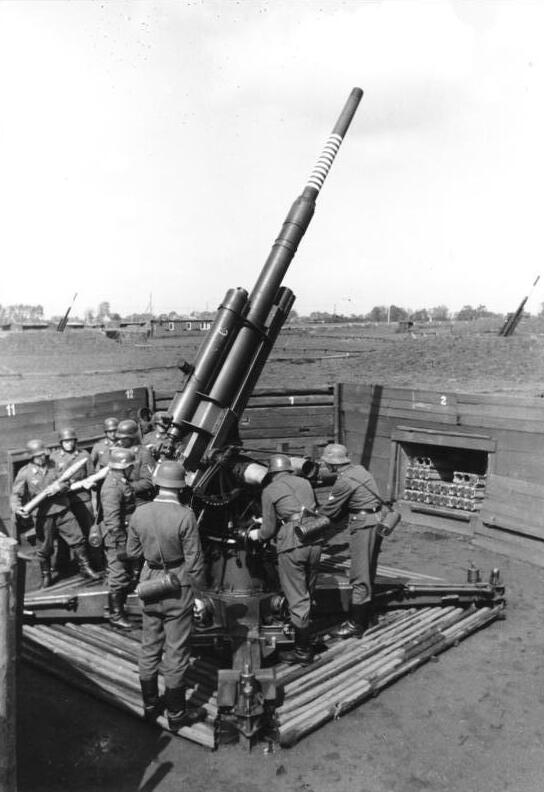
8,8-cm-Flak-Stellung, 1943

Wegen seiner Bedeutung als Industrie- und Forschungsstandort war Braunschweig ab etwa Herbst 1943 von einem dicht geschlossenen, starken und tief gestaffelten Gürtel von Flak-Batterien umgeben, was die Stadt für die angreifenden Bomberverbände zu einem gefürchteten Ziel machte, da jedes Mal mit hohen Verlusten zu rechnen war. Das Gebiet Braunschweig und Umgebung gehörte zum Luftgaukommando XI (Hamburg), 8. Flakbrigade, Flakregiment 65.
Die Flugabwehr Braunschweigs verfügte über ca. 100 Geschütze des Kalibers 8,8 cm oder größer, welche in Batterien, Doppelbatterien oder Großbatterien gegliedert waren. Eine „Batterie“ umfasste in der Regel sechs Geschütze (meist 8,8-cm-Flak, aber auch 10,5 cm), eine „Doppelbatterie“ hatte folglich zwölf Kanonen, eine Großbatterie war ein Zusammenschluss aus zehn Einzelbatterien. Dazu kamen noch ungezählte leichte Flakeinheiten für die Tieffliegerabwehr und den direkten Objektschutz.
In der Stadt selbst sowie in ihrer unmittelbaren Umgebung befanden sich folgende Luftabwehrstellungen: Einzelbatterien Abtstraße, Eintracht-Stadion, Lamme, Ölper und Mascherode, Doppelbatterien in Bevenrode, Broitzem, Lünischteich (nahe Kloster Riddagshausen), Ölper und Melverode (plus Schwere Heimatflak), Querum (teilweise mit Eisenbahnflak), Wenden sowie die Großbatterie Wenden. Dazu kamen die Eisenbahnflak Abtstraße, am Bahnhof Groß Gleidingen und in Lehndorf.

### Fliegerhorste und Luftwaffeneinheiten
In Waggum, Broitzem und Völkenrode waren teilweise seit 1916 Flugplätze vorhanden. Diese wurden in den 1930er Jahren von der Luftwaffe übernommen und kriegsmäßig ausgebaut.
Folgende Einheiten waren zumindest zeitweise auf ihnen stationiert:
- I. Gruppe Jagdgeschwader 11
- III. Gruppe Jagdgeschwader 302 „Wilde Sau“
- 3. Staffel Nachtjagdgeschwader 5
- I. Gruppe Zerstörergeschwader 26 „Horst Wessel“

## Vorbereitung des Luftangriffs vom 15. Oktober 1944

### Zweck des Angriffs
Am 13. Oktober 1944 erhielt die Royal Air Force die Anweisung zur Durchführung der „Operation Hurricane“. Zweck dieser Operation war einerseits die Demonstration der Zerstörungskraft der alliierten Bomberstreitkräfte gegenüber der deutschen Zivilbevölkerung, andererseits aber auch von deren Luftüberlegenheit. Die Anweisung enthielt folgende Passage:

“In order to demonstrate to the enemy in Germany generally the overwhelming superiority of the Allied Air Forces in this theatre … the intention is to apply within the shortest practical period the maximum effort of the Royal Air Force Bomber Command and the 8th United States Bomber Command against objectives in the densely populated Ruhr.”

„Um dem Feind in Deutschland allgemein die überwältigende Überlegenheit der alliierten Luftstreitkräfte auf diesem Kriegsschauplatz zu demonstrieren … ist beabsichtigt, in kürzest möglicher Zeit eine maximale Anstrengung sowohl des Royal Air Force Bomber Command als auch des 8. United States Bomber Command gegen Ziele im dicht bevölkerten Ruhrgebiet zu unternehmen.“

Operation Hurricane sah als Hauptziel Duisburg für die ca. 1000 schweren Bomber der RAF vor und Köln für die ca. 1200 Bomber der USAAF. Weitere 233 Bomber der RAF waren für die damals ca. 150.000 Einwohner zählende Stadt Braunschweig bestimmt.
Bereits im März 1944 verfügte der Oberbefehlshaber des britischen Bomber Command, Air Chief Marshal Arthur Harris („Bomber-Harris“), über eine Liste mit den sechs wichtigsten Bomberzielen in der Endphase des Krieges. An erster Stelle: Schweinfurt, gefolgt von Leipzig und an dritter Stelle Braunschweig, dann Regensburg, Gotha und schließlich Augsburg. In Schweinfurt war die deutsche Wälzlager-Industrie (FAG Kugelfischer, VKF/Vereinigte Kugellagerfabriken: Fichtel & Sachs/SKF) konzentriert; die anderen Städte hatten bedeutende Flugzeugwerke (Erla, Luther-Werke, Messerschmitt, Gothaer Waggonfabrik). In Augsburg war neben der Messerschmitt AG auch die MAN (U-Boot-Dieselmotoren) Angriffsziel. Aufgrund der hohen Priorität Braunschweigs beschlossen Harris und der Kommandeur der 8. US-Luftflotte („Mighty Eighth“), Generalmajor James Doolittle, am 28. März 1944 einen Angriff am 29., der aber nicht den gewünschten Erfolg brachte, weil der zweite Teil der Operation Double Blow wegen schlechten Wetters abgesagt werden musste. Die geplante Zerstörung der Stadt musste also verschoben werden.
Die Planung des Oktober-Angriffs auf Braunschweig war seit dem 15. August 1944 abgeschlossen. Nachdem Darmstadt am 11. September 1944 als eine der ersten deutschen Städte „erfolgreich“ mit einer neuen Angriffstaktik (spezielle Markierungstechnik, fächerförmiger Anflug und zeitliche Staffelung der Spreng- und Brandbomben) zerstört worden war (ca. 11.500 Tote), war die Reihe am 15. Oktober 1944 nunmehr an Braunschweig.
Braunschweig sollte nicht nur als wichtiger Standort der Rüstungsindustrie, sondern vor allem auch als ziviler Wohnort großflächig zerstört und damit dauerhaft unbewohnbar und unnutzbar gemacht werden. Das Ziel, nämlich die größtmögliche Zerstörung, sollte durch detaillierte Angriffsplanung und -ausführung sowie durch die Eigenschaften der eingesetzten (Kampf-)Mittel erreicht werden (s. u. „Einsatzbefehl“ und „Kriegstagebuch“). Das Mittel zur Zielerreichung war der Feuersturm, dessen Entstehung kein Produkt des Zufalls war, sondern wissenschaftlich fundiert in akribischer Kleinarbeit erarbeitet worden war.
Am 13. Oktober teilte der Chefmeteorologe in High Wycombe, dem Hauptquartier des Bomber Command, der RAF die Wettervorhersage für das Wochenende 14./15. Oktober mit: geringe Bewölkung, die ganze Nacht gute Sicht, mäßige Winde. Daraufhin erteilte Harris den Befehl zum Angriff am 14. Oktober (u. a. auf Braunschweig mit dem Zielcode „SKATE“ – dt.: „Rochen“) Die Decknamen der Ziele gingen auf den Stellvertreter von Harris zurück: Der begeisterte Angler Air Vice-Marshal Robert Saundby versah alle in Auswahl kommenden deutschen Städte mit einem Fish code.

### RAF No. 5 Bomber Group
Die No. 5 Bomber Group (Motto: „undaunted“, dt. furchtlos) wurde 1937 gegründet und während des Krieges fortlaufend aufgerüstet und modernisiert. Air Vice Marshal Arthur Harris war von 1939 bis 1940 selbst Kommandeur der Gruppe, bevor er Oberbefehlshaber des Bomber Command wurde. 1943 wurde das Hauptquartier der gegen Kriegsende 15 Staffeln umfassenden Gruppe nach Morton Hall, Swinderby, verlegt. Die Gruppe wurde zum Zeitpunkt des Angriffs auf Braunschweig von Air Vice Marshal Ralph Cochrane kommandiert. No. 5 Bomber Group wurde für verschiedene Spezialeinsätze herangezogen, wie zum Beispiel der Bombardierung von Talsperren („Dam-Buster-Raid“) und der großflächigen Zerstörung von Städten wie z. B. Köln, Dresden oder Würzburg.
Einige der wichtigsten Einsätze von No. 5 Bomber Group:
- erster „Tausend-Bomber-Angriff“ auf Köln am 30. Mai 1942 im Rahmen der „Operation Millennium“
- Dam-Buster-Angriff auf die Talsperren der Möhne und der Eder in der Nacht zum 17. Mai 1943 (alleinige Ausführung)
- Luftangriff auf Heilbronn am 4. Dezember 1944 (alleinige Ausführung)
- Luftangriff auf Dresden am 13. Februar 1945 (alleinige Ausführung des ersten Angriffs)
- Luftangriff auf Würzburg am 16. März 1945 (alleinige Ausführung)

RAF Bomber Command hatte im Laufe des Jahres 1944 bereits viermal vergeblich versucht, Braunschweig dauerhaft zu zerstören, war bisher aber aus unterschiedlichen Gründen (hauptsächlich schlechtes Wetter, zu starke Abwehr etc.) gescheitert. Am Sonnabend, dem 14. Oktober 1944, wurden im Hauptquartier der No. 5 Bomber Group in Morton Hall die Vorbereitungen für den Angriff abgeschlossen, um 13:10 Uhr Ortszeit erging der Einsatzbefehl an alle beteiligten Staffeln, um 15:30 Uhr gefolgt vom Briefing der Besatzungen.

### Einsatzbefehl vom 14. Oktober 1944

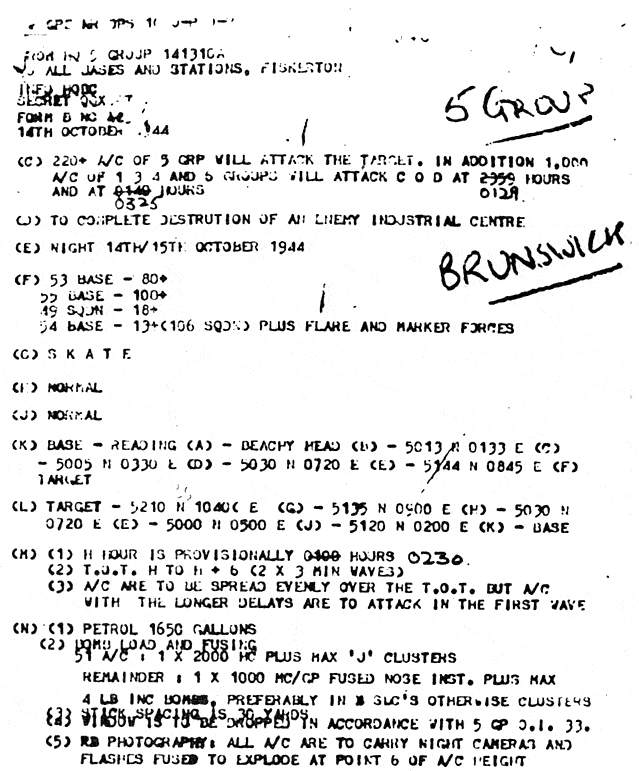
1. Seite des Einsatzbefehls zur Bombardierung von „SKATE“ (Codename für Braunschweig).
Handschriftliche Ergänzung:
„5 Group – Brunswick“.

Auszugsweise Übersetzung des handschriftlich geringfügig geänderten Einsatzbefehls:
- Einsatz: Mindestens 220 Flugzeuge der No. 5 Group werden das Ziel angreifen. Außerdem 1.000 Flugzeuge der No. 1, 3, 4 und 6 Groups COD [= Codebezeichnung Duisburg] um 01:29 und um 03:25 Uhr.
- Einsatzziel: Zerstörung eines feindlichen Industriezentrums vollenden.
- Einsatztag: Nacht 14./15. Oktober 1944
- Einsatzkräfte: 53. Basis – mehr als 80 Flugzeuge, 55. Basis – mehr als 100 Flugzeuge, 49. Staffel – mehr als 18 Flugzeuge, 54. Basis – 13 Flugzeuge (106. Staffel) zusätzlich Beleuchter- und Markierer-Einheiten.
- Ziel: SKATE [= Codebezeichnung für Braunschweig].
- Angriffszeit: Voraussichtliche Angriffszeit 02:30 Uhr. Zeit über Ziel Angriffszeit +6 Minuten. Flugzeuge haben sich während der Zeit über Ziel gleichmäßig zu verteilen. Flugzeuge mit längeren Verzögerungen haben in der ersten Welle anzugreifen.
- Bombenladung und Zünder: 51 Flugzeuge: 1× 2000 HC (= Luftmine) plus Maximum „J“-Cluster (= Flammstrahlbombe)

Restliche: 1× 1000 MC/GP (= Sprengbombe mit Aufschlagzünder). Plus Maximum Brandbomben vorzugsweise in Streubehältern, sonst in Schüttkästen.
- Filmaufnahmen: Alle Flugzeuge sind mit nachttauglichen Kameras und Blitzlichtern auszurüsten, die bei 60 % der Flughöhe zünden müssen. Alle Staffeln mit Ausnahme der 106. haben für Details 50 % der Flugzeuge mit anderem Filmmaterial auszurüsten. Die 106. führt zu 100 % andere Filme mit.
- Angriff: Das Ziel ist in Abschnitten strahlenförmig vom Markierungspunkt ausgehend mit verzögerter Bombenauslösung anzugreifen.
- Zielmarkierung: Angriffszeit −10 [Minuten]: Blindmarkierung. Grüne Zielmarkierungen werden in die Mitte des Hauptzieles (= Frankfurter Straße, Ecke Luisenstraße[24]) geworfen. Sie werden um Angriffszeit −5 erneuert. Rote Markierungsbomben werden um Angriffszeit −9, −7 und −5 über dem Ziel abgeworfen.
- Bombardierungsanweisungen: Besatzungen haben bei roten Zielmarkierungen so zu zielen, dass die mittlere Bombe ihrer Bombenreihe das Zentrum des Ziels trifft.

## Verlauf des Luftangriffs

### Anflug des Zieles

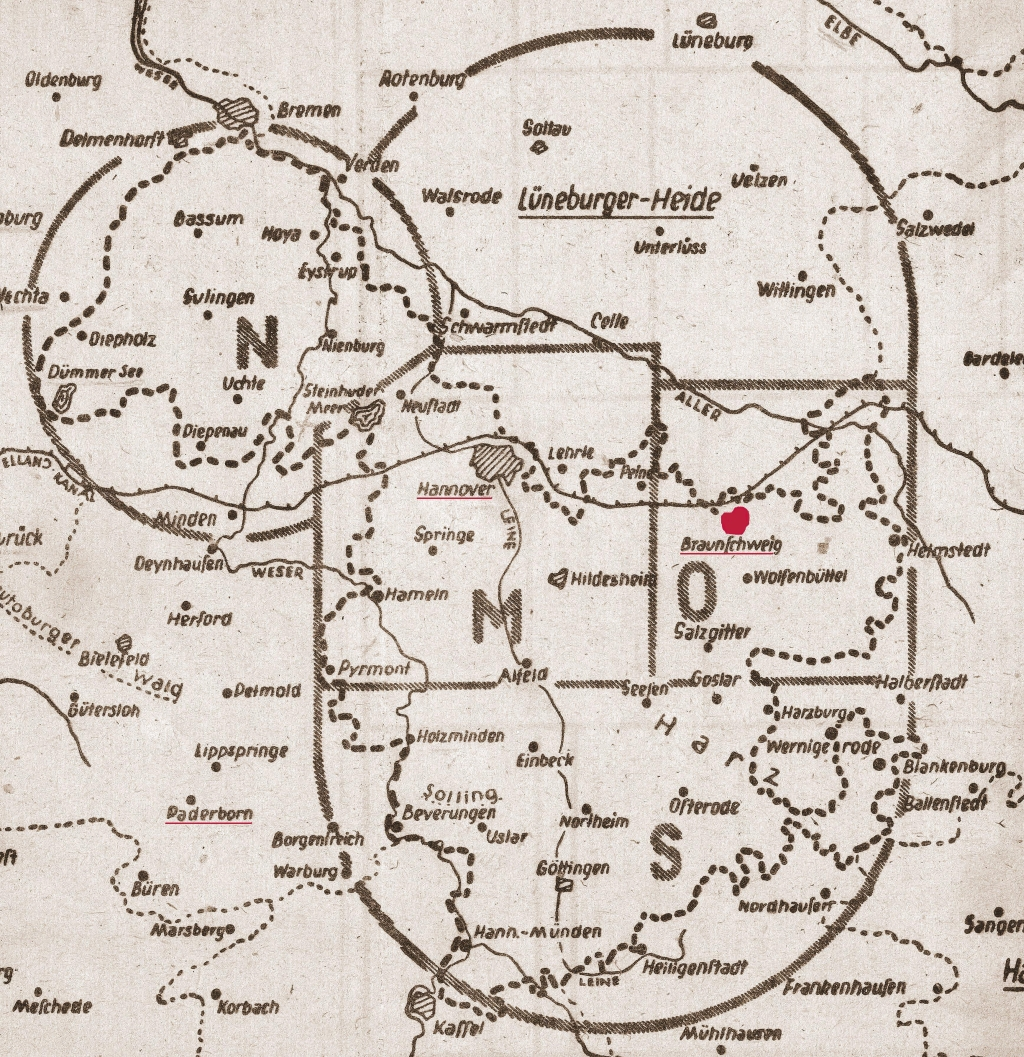
Übersichtskarte für Luftlagemeldungen für den Gau Süd-Hannover-Braunschweig: N = nördliches, M = mittleres, O = ostwärtiges, S = südliches Gaugebiet (Braunschweig rot markiert)

No. 5 Bomber Group der RAF startete planmäßig gegen 23 Uhr Ortszeit am Abend des 14. Oktober, um das Ziel „SKATE“ anzufliegen. Gleichzeitig starteten weitere 1000 RAF-Bomber anderer Groups, um Duisburg zu bombardieren. Der für Braunschweig bestimmte Verband nahm einen ihn weit südlich des späteren Zieles führenden Kurs, um den Flaksperrgürtel des stark gesicherten Ruhrgebiets zu umgehen. Bei Paderborn drehte er nach Norden, überquerte Hannover, um schließlich Braunschweig anzufliegen. Er bestand aus 233 schweren, viermotorigen Bombern vom Typ Avro Lancaster I und III (jeder mit einer Bombenlast von ca. sechs Tonnen); begleitet wurden die Lancasters von sieben De Havilland Mosquitos.
Um 01:20 Uhr hörte man in Braunschweig über Radio die Durchsage, dass sich „starke feindliche Bomberverbände im Anflug auf Hannover“ befänden, das nur knapp 60 km westlich von Braunschweig liegt. In Braunschweig selbst wurde zunächst Kassel als eigentliches Angriffsziel vermutet, trotzdem wurde wegen der Nähe zu Hannover vorsorglich „Voralarm“ ausgelöst. 25 Minuten später lautete die Durchsage: „Die Spitze des gemeldeten feindlichen Bomberverbandes hat das Stadtgebiet von Hannover überflogen und befindet sich nun im Anflug auf Braunschweig.“ Daraufhin wurde in der Stadt „Vollalarm“ ausgelöst. Nur kurz danach wurde das Stadtzentrum bereits von den „Markierern“ überflogen und schon wenige Minuten später fielen die ersten Bomben.

### Ausschaltung der deutschen Flugabwehr durch Täuschung
Zu etwa gleicher Zeit flogen 141 Trainingsflugzeuge einen Scheinangriff auf Helgoland, 20 Mosquitos steuerten Hamburg an, acht Mannheim, 16 Berlin und zwei Düsseldorf. Darüber hinaus wurden 140 weitere Maschinen für andere Ablenkungsmanöver eingesetzt. Zusätzlich wurden gegen 01:40 Uhr Stanniolstreifen (Codename „Window“) in großen Mengen abgeworfen, um die Radaranlagen des deutschen Luftverteidigungssystems zu stören. Die Kombination von Scheinangriffen auf weit auseinanderliegende Ziele in Verbindung mit Window-Abwürfen führte dazu, dass Abwehrmaßnahmen vom Boden und aus der Luft in dieser Nacht nahezu wirkungslos blieben, da die deutschen Nachtjäger z. B. über ein viel zu großes Gebiet verstreut agieren mussten, was ihre Schlagkraft erheblich reduzierte.

### Markierung des Zieles

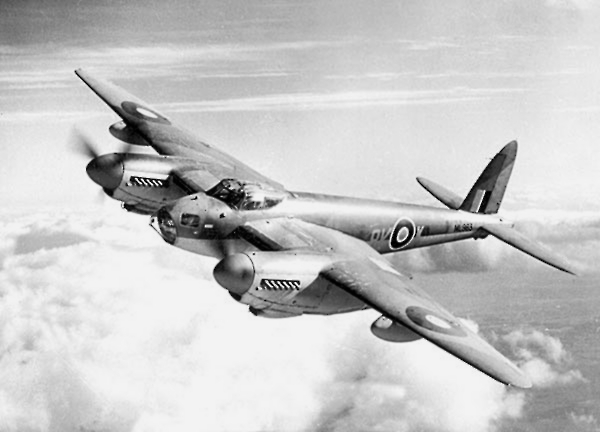
De Havilland Mosquito

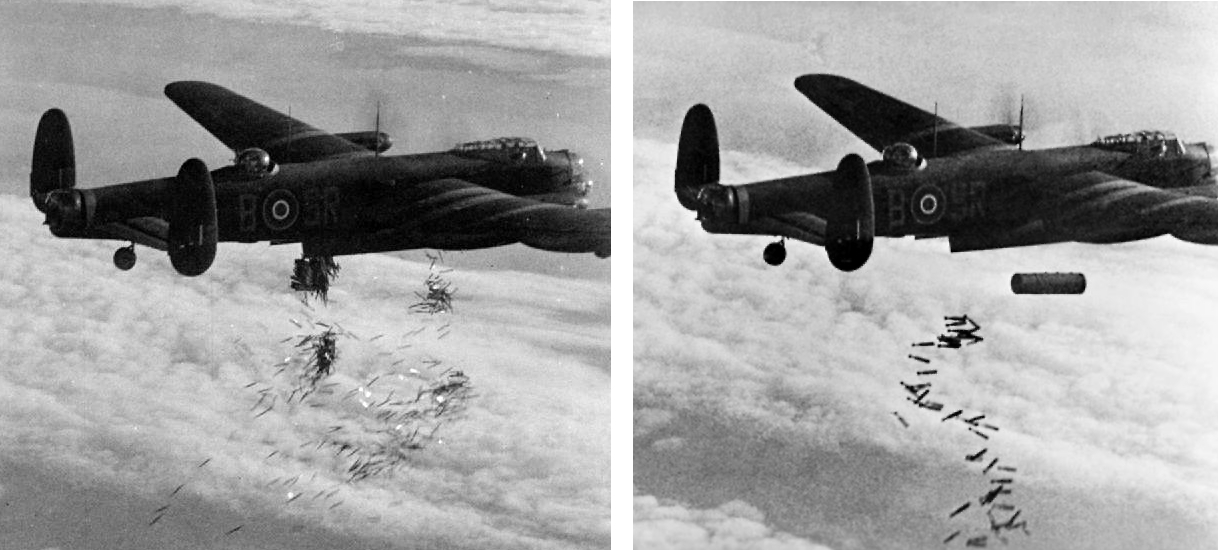
Eine Lancaster wirft am 15. Oktober 1944 Stanniolstreifen („Window“) zur Radarstörung (links) bzw. Stabbrandbomben und eine Luftmine (rechts) auf Duisburg ab; in derselben Nacht wurde auch Braunschweig in gleicher Weise angegriffen.

Die Mosquitos waren für eine von der No. 5 Bomber Group speziell entwickelte Tiefstmarkierungstechnik über dem Ziel zuständig. Die Bombergruppe hatte ihre Zielmarkierungstechnik über die Kriegsjahre hindurch permanent verbessert und nunmehr optimiert. Über Braunschweig angekommen, warfen Beleuchtermaschinen zahlreiche Leuchtmittel ab, die wegen ihres charakteristischen Aussehens von der Bevölkerung Christbäume genannt wurden. Ihre Aufgabe bestand darin, das Ziel für den nachfolgenden Bomberpulk minutenlang taghell zu erleuchten, anschließend warfen Pfadfindermaschinen verschiedenfarbige Zielmarkierungen ab. Im Südwesten der Stadt, im Bereich der Frankfurter Straße/Ecke Luisenstraße, wo sich zahlreiche Rüstungsbetriebe befanden, lag der Hauptzielpunkt. Ein zusätzlicher Zielpunkt wurde über dem Braunschweiger Dom für den Fall gesetzt, dass das Hauptziel durch Rauchentwicklung o. Ä. nicht mehr eindeutig zu erkennen sein sollte. Die Markierung über dem Dom war grün und als „Blindmarkierung“ für das Bombenradar vorgesehen. Diese „Christbäume“ setzten in 1.000 m Höhe ca. 60 Leuchtkerzen frei, die langsam zu Boden schwebten, wobei sie ca. 3–7 Minuten brannten. Dank der klaren Nacht (Bericht der Filmaufklärung: „Visibility: excellent“ – „Sicht: ausgezeichnet“), des feindfreien Anflugs und der einwandfreien Markierung des Zieles waren die Angriffsbedingungen aus britischer Sicht optimal.

### Der Untergang des alten Braunschweig
Die letzte Entwarnung am Samstag, dem 14. Oktober, war in Braunschweig gerade erst um Mitternacht verklungen, als am 15. gegen 01:50 Uhr erneut Fliegeralarm ausgelöst wurde – der Angriff der RAF hatte begonnen.
Obwohl der Luftangriff nur ca. 40 Minuten dauerte, ging Sonntag, der 15. Oktober 1944, als der Tag des Untergangs des alten Braunschweig in die Stadtgeschichte ein.
No. 5 Bomber Group hatte neben der speziellen Markierungstechnik auch ein ausgeklügeltes Bombardierungsverfahren entwickelt, mit dem größtmöglicher Schaden angerichtet werden sollte – es wurde „sector bombing“ (etwa „Fächerbombardierung“) genannt. Es bestand aus dem Dom als Punktziel des Masterbombers („Leitender Bombenschütze“) in der vordersten Maschine. Die grüne Markierung auf der Dom-Insel diente der Orientierung der Bombenschützen aller folgenden Maschinen, die diese Markierung aus verschiedenen Richtungen fächerförmig überflogen, wobei sie ihre Bomben abwarfen.

#### RAF-Filmaufnahmen des Angriffs

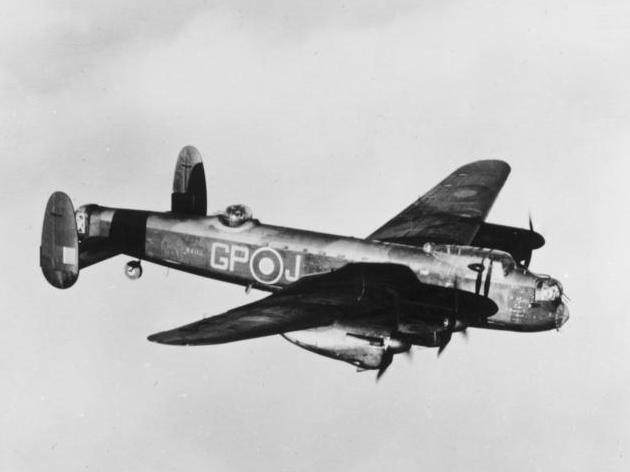
Avro Lancaster Mk 1

Dieser Luftangriff auf Braunschweig wurde von einer speziell dafür ausgestatteten Lancaster gefilmt. Die Maschine flog, wie der größte Teil des Bomberpulks, in einer Höhe von 4950 m über dem Ziel und mit einer Geschwindigkeit von 260 km/h. Die Aufnahmen wurden mit drei Kameras vom Typ Bell & Howell „Eyemo“ gemacht. Als Angriffszeit wurde 02:33 Uhr (Bordzeit) notiert. Eine Kopie dieses Filmes befindet sich heute im Städtischen Museum Braunschweig.
Der Film ist mit folgendem Text versehen:

“Bomber Command … made a heavy and concentrated attack on the industrial town of Brunswick, which is one of Germany’s biggest centres for the aircraft and engineering industries. As the aircraft with the cameras runs up to the target the fires can be seen spreading rapidly all over the city and by the time the aircraft is over the target the whole city is ablaze and the streets can be seen clearly outlined.”

„Das Bomberkommando … führte einen schweren und konzentrierten Angriff auf die Industriestadt Braunschweig durch, eines der größten Zentren für Flugzeug- und Maschinenbau in Deutschland. Während sich das Kameraflugzeug dem Ziel nähert, sieht man, wie sich das Feuer schnell über die gesamte Stadt ausbreitet. Als sich das Flugzeug über dem Ziel befindet, steht die ganze Stadt in Flammen, man erkennt deutlich das Muster der Straßen.“

#### Der Feuersturm

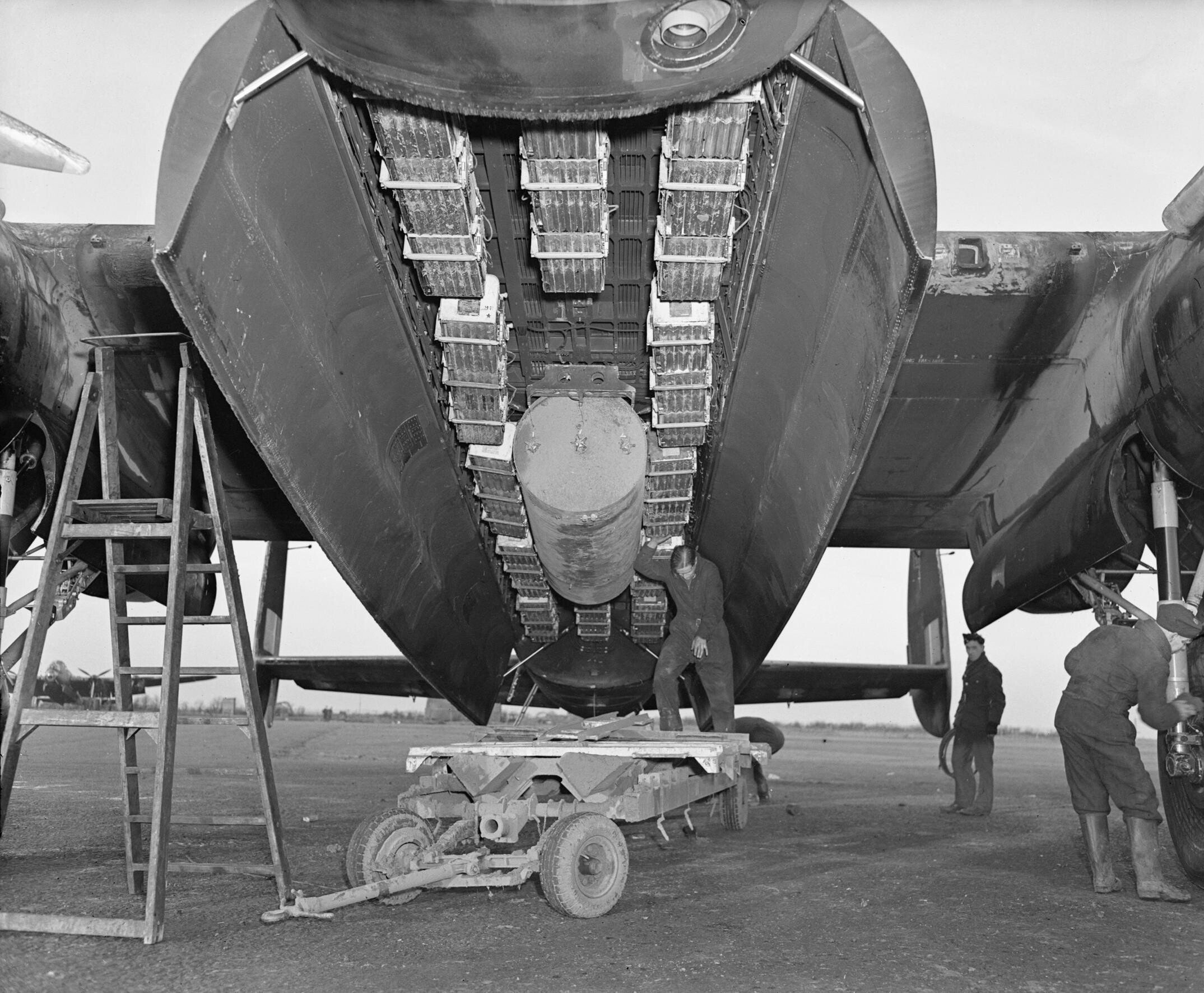
„Übliche“ Beladung eines Lancaster-Bombers der RAF für einen Angriff gemäß der britischen Area Bombing Directive: Im Zentrum eine 4.000-Pfund-Luftmine mit Aufschlagzünder (Cookie genannt) sowie 12 kleine Bombenbehälter (SBC), von denen jeder 236 4-Pfund-Stabbrandbomben enthielt.

Binnen knapp 40 Minuten wurden ca. 847 Tonnen Bomben auf die Stadt abgeworfen, zunächst ca. 12.000 Sprengbomben (u. a. Luftminen, sogenannte „Wohnblockknacker“) in mehreren Bombenteppichen auf die Fachwerkstadt, um den beabsichtigten Feuersturm bestmöglich mit brennbarem Material zu versorgen. Die Druckwellen deckten Dächer ab und legten damit das Innere der Häuser frei, ließen Fensterscheiben bersten und Inneneinrichtungen in Stücke gehen, brachten Mauern zum Einsturz, zerrissen Strom- und Wasserleitungen und trieben Lösch- und Rettungskräfte sowie Schadensbeobachter in Keller und Bunker. Nach den Sprengbomben wurden ca. 200.000 Phosphor- und Brandbomben abgeworfen. Ihre Aufgabe war es, einen Feuersturm zu entfachen. Wie schon bei Angriffen auf andere Städte (z. B. Hamburg) war der Feuersturm nicht das Produkt des Zufalls, sondern das Ergebnis der akribischen Auswertung der Folgen früherer Angriffe.
Durch die Brände aufgeheizte Luftmassen wurden durch die entstehende Thermik nach oben gerissen, kältere Luft strömte unten nach; so kam es zu orkanartigen, ständig wechselnden Winden, die die Brände noch weiter anfachten, was wiederum die Winde und den durch sie entstehenden Sog verstärkte. So wurden kleinere Möbelstücke mitgerissen und Menschen umgeworfen. Etwa dreieinhalb Stunden später, gegen 06:30 Uhr morgens, erreichte der Flächenbrand in der Innenstadt schließlich seinen Höhepunkt. 150 Hektar historischen Stadtgebietes standen in Flammen. Die höchsten Kirchtürme der Stadt, die der knapp 100 m hohen Andreaskirche, brannten weithin sichtbar und verbreiteten einen Funkenregen über das gesamte Stadtgebiet. Die gesamte Innenstadt wurde von Brandbomben getroffen. Rettungs- und Löschkräfte wurden so daran gehindert, schnell zu den Brandherden vorzudringen.
Braunschweig brannte so intensiv und hell, dass der Feuerschein noch weit entfernt zu sehen war. Helfer und Feuerwehren strömten aus Entfernungen von bis zu 90 km in die brennende Stadt.
Innerhalb der 24 Stunden, die die Operation Hurricane dauerte, warf die RAF ca. 10.000 Tonnen Bomben ab, die höchste innerhalb von 24 Stunden abgeworfene Bombenlast des gesamten Zweiten Weltkrieges.

#### Rettung von 23.000 Eingeschlossenen mittels Wassergasse
Die zahlreichen Brandherde in der Innenstadt wuchsen zu einem großräumigen Flächenbrand zusammen. In diesem Gebiet lagen sechs überfüllte Großbunker und zwei Luftschutzräume, in die sich etwa 23.000 Personen geflüchtet hatten. Es bestand die Gefahr, dass die Bunkerinsassen entweder durch Sauerstoffmangel erstickten, wenn sie in den Bunkern oder sonstigen Schutzräumen blieben, oder verbrannten, wenn sie die vom Feuersturm eingeschlossenen Schutzräume zu verlassen suchten.

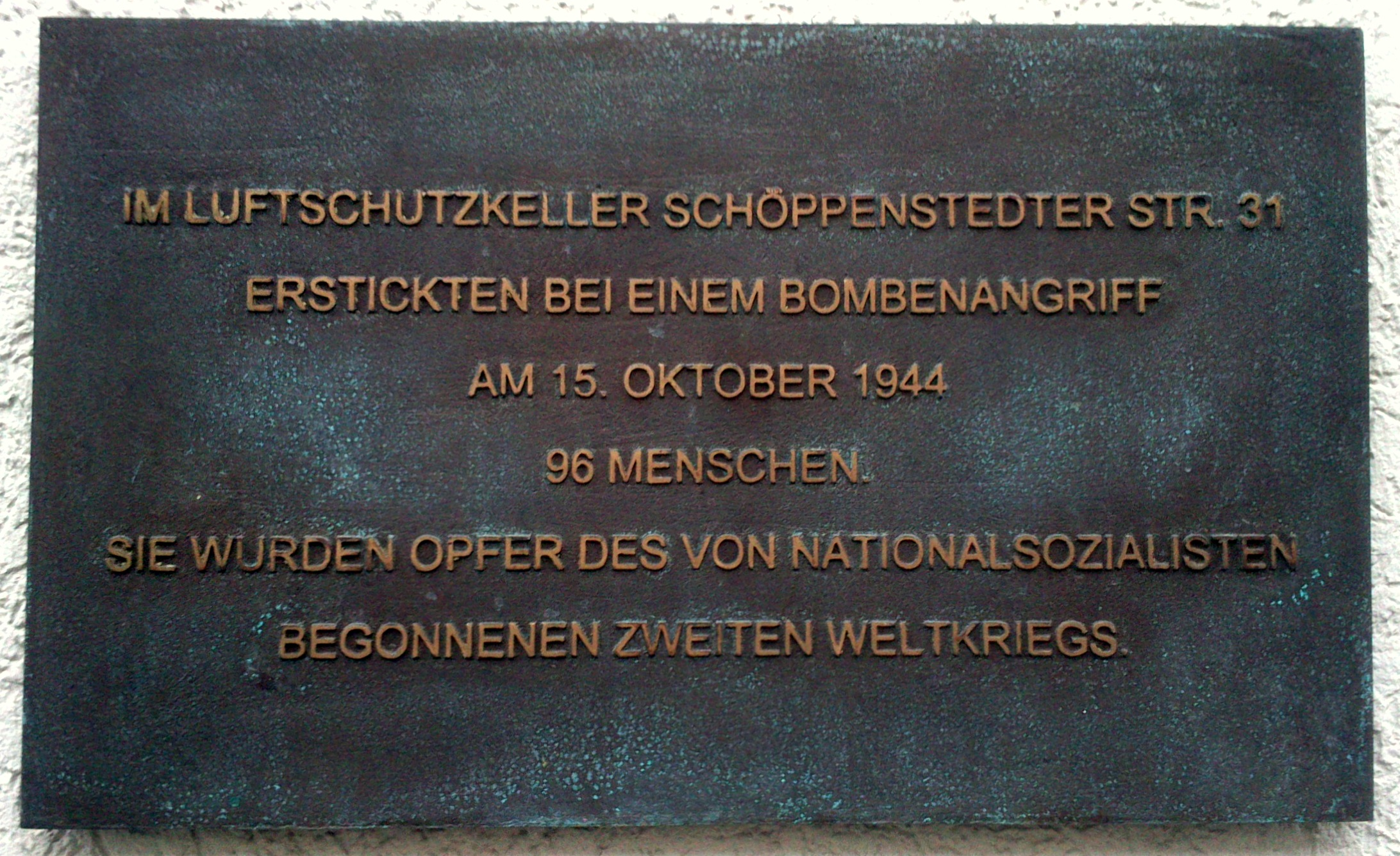
Schöppenstedter Straße 31: Gedenktafel für 96 Opfer des Bombenangriffs, die dort in einem Luftschutzkeller erstickt sind.

Unter anderem auf Initiative des Leutnants der Braunschweiger Feuerschutzpolizei, Rudolf Prescher, gelang es gegen 5:00 Uhr morgens – noch bevor der Feuersturm seine größte Intensität entwickelt hatte – eine Wassergasse zu bilden, durch die die Evakuierung der 23.000 Bunkerinsassen ermöglicht wurde. Dazu mussten sich die Feuerwehrmänner aber zunächst selbst unter Lebensgefahr an die Bunker heranarbeiten.
Die Wassergasse bestand aus einer langen Schlauchleitung, die unter einem ständigen Wasserschleier zum Schutz gegen die Brandhitze zu den Eingeschlossenen vorgetrieben wurde. Die Reichweiten der einzelnen Strahlrohre überschnitten sich, sodass eine geschlossene, künstliche „Regenzone“ entstand.
Am Sonntagmorgen gegen 7:00 Uhr, etwa eine Stunde nachdem der Brand seine größte Intensität erlangt hatte, erreichte die Feuerwehr den Bunker. Alle Eingeschlossenen waren noch am Leben und konnten in sichere Gebiete, wie z. B. den Museumspark, evakuiert werden. In einem Luftschutzraum in der Schöppenstedter Straße 31 kam die Hilfe für die meisten zu spät. Wegen Sauerstoffmangels waren hier 95 von 104 Personen erstickt.

## Statistik zum 15. Oktober 1944

### Bausubstanz des Stadtzentrums

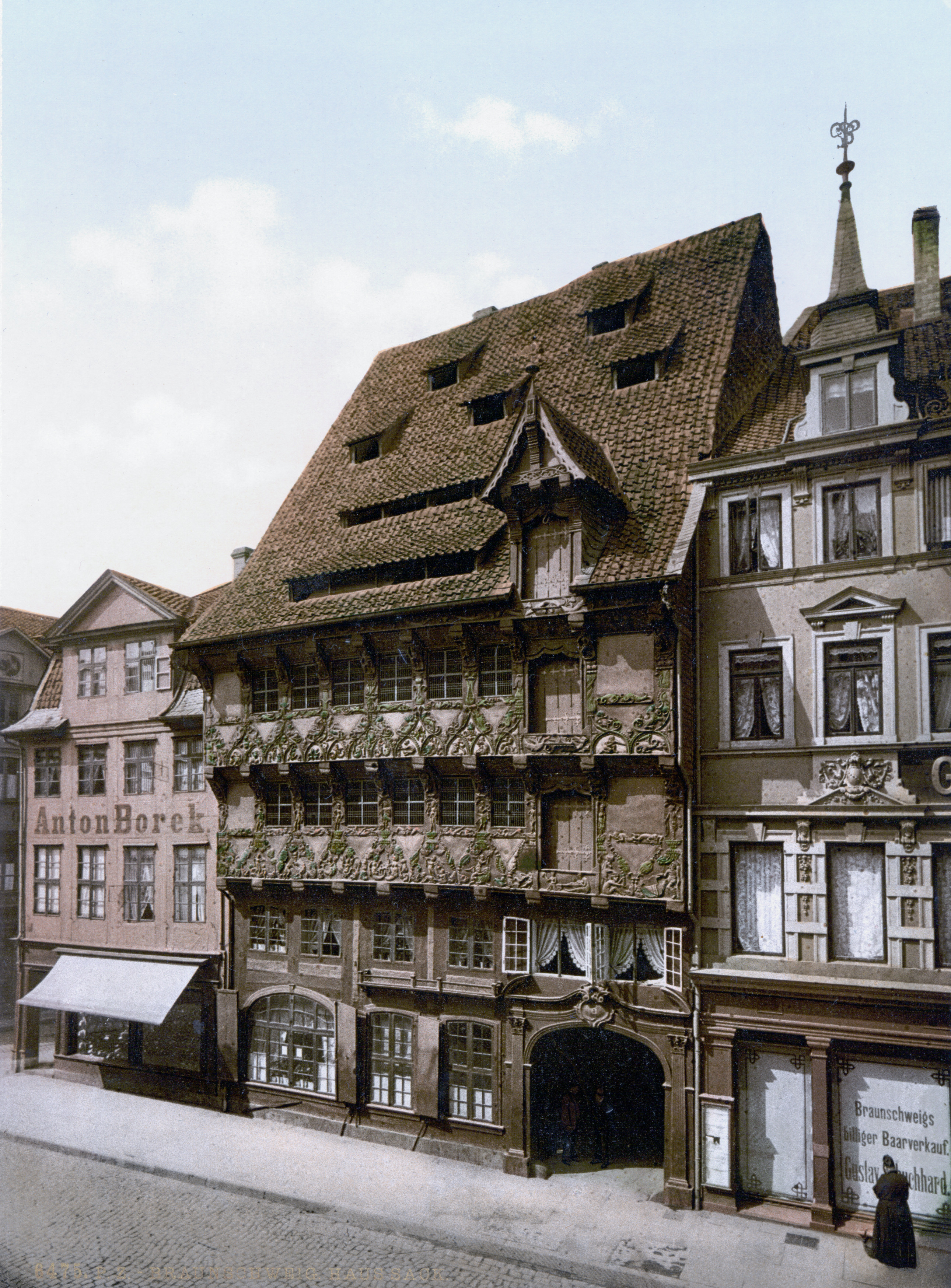
Ein typisches Braunschweiger Fachwerkhaus: Das Huneborstelsche Haus um 1900

Die Innenstadt bestand 1944 aus ca. 2800 Häusern, die im Laufe von Jahrhunderten und somit in unterschiedlichen Stilperioden erbaut worden waren.
E. Hundertmark erstellte dazu 1941 folgende Auflistung:
| Architekturstil            | Anteil in % |
| Gotik                      | 6,7         |
| Frührenaissance            | 4,2         |
| unsichere Typen            | 11,1        |
| Renaissance                | 8,7         |
| Barock                     | 24,9        |
| Rokoko                     | 11,5        |
| Klassizismus               | 10,7        |
| Nachklassizismus           | 2,5         |
| Gründer- und Vorkriegszeit | 19,2        |
| Gegenwart [= 1941]         | 0,5         |

### Zerstörte Bauwerke (Auswahl)

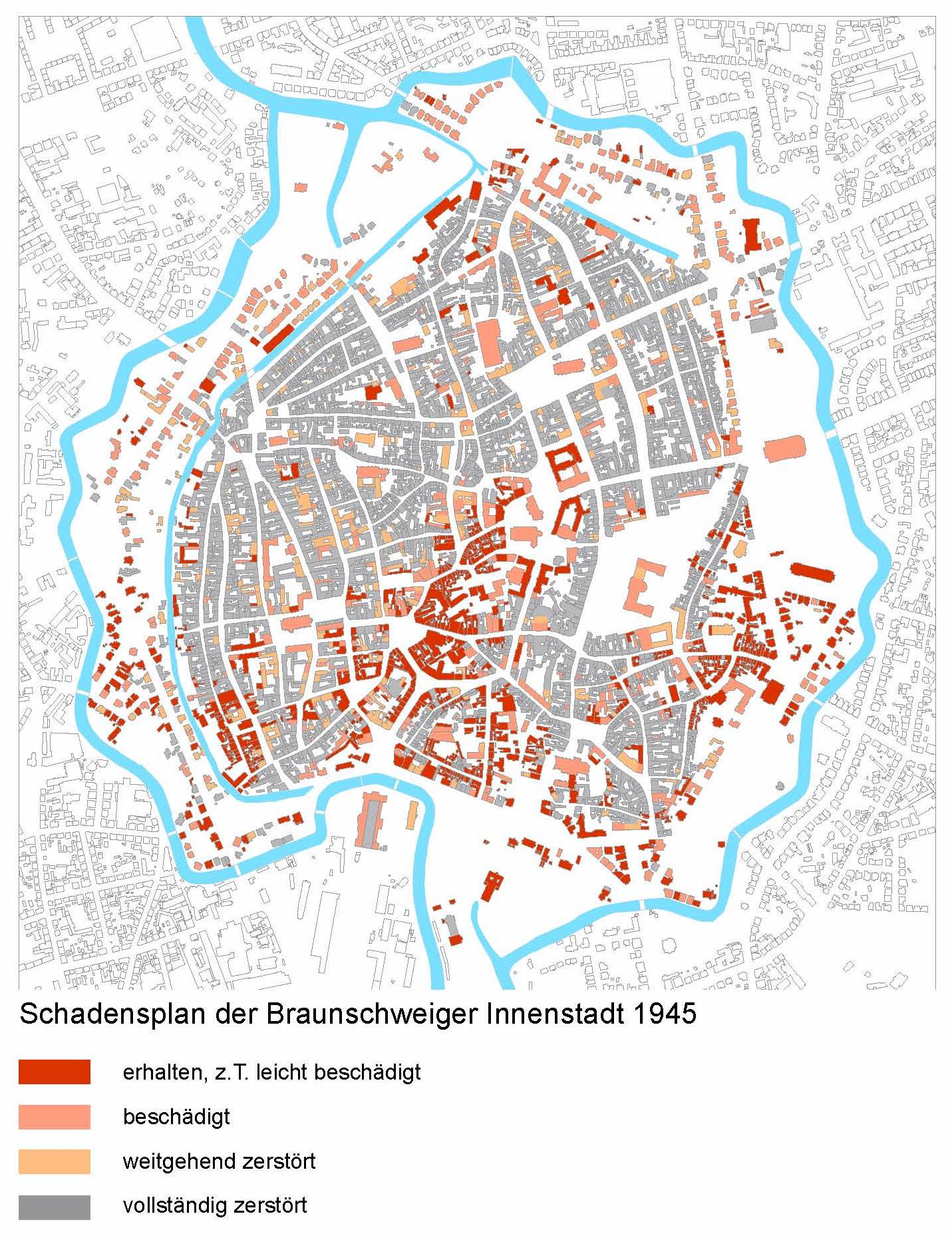
Schadensplan der Braunschweiger Innenstadt vom Mai 1945:
Legende: grau = vollständig zerstört; rot = erhalten

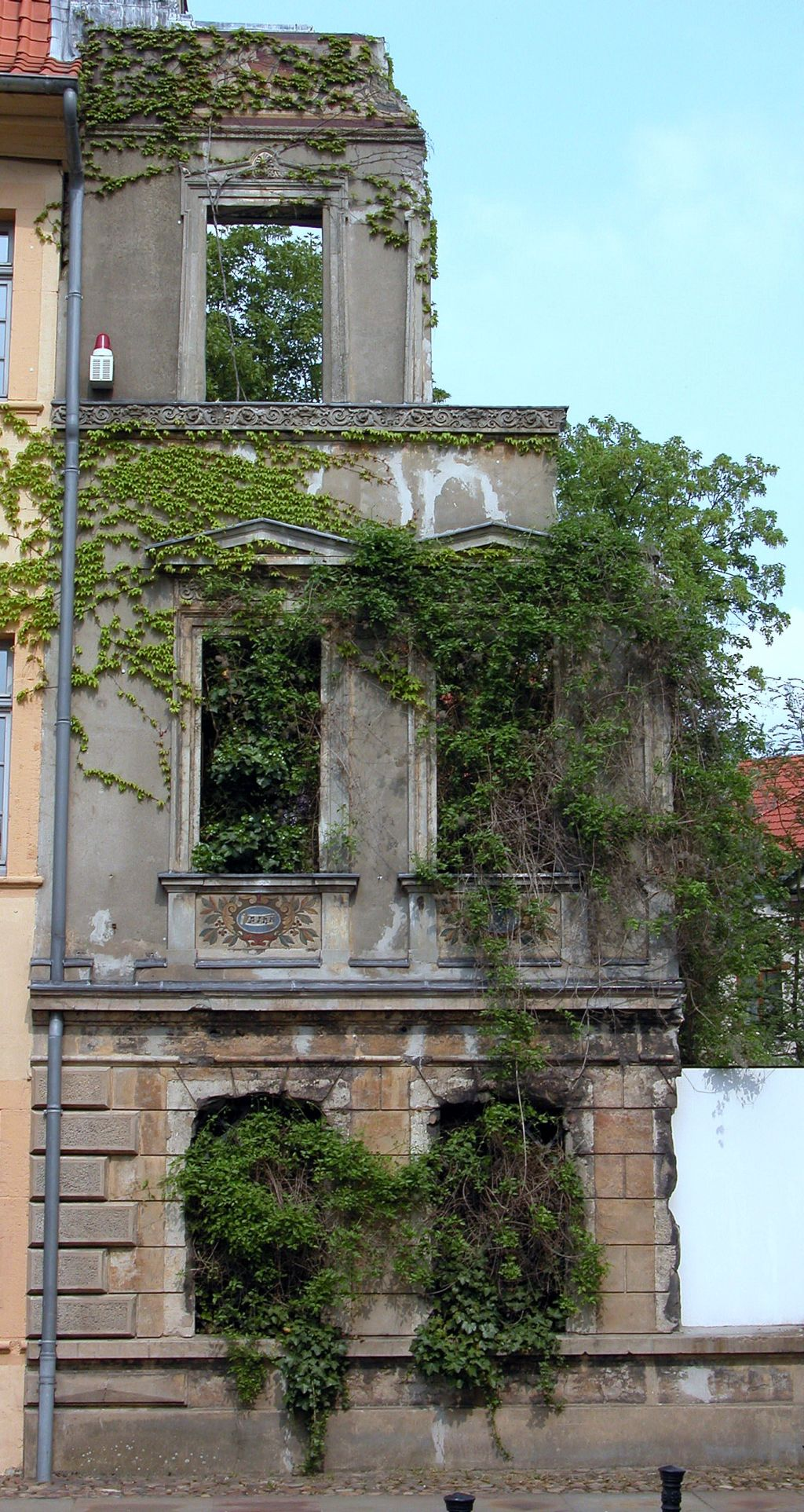
Hotel Handelshof
(Mai 2006)

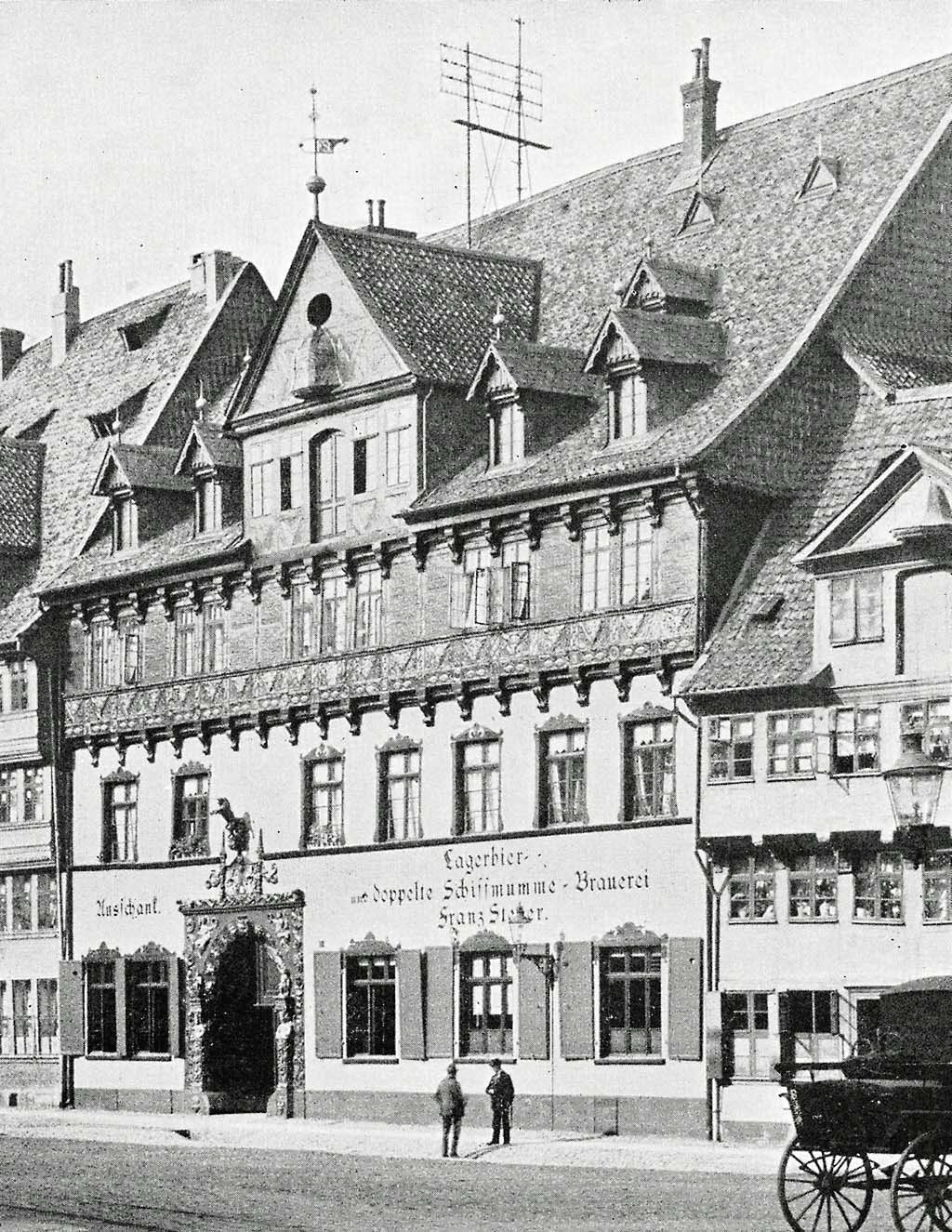
Das Mummehaus (zerstört)

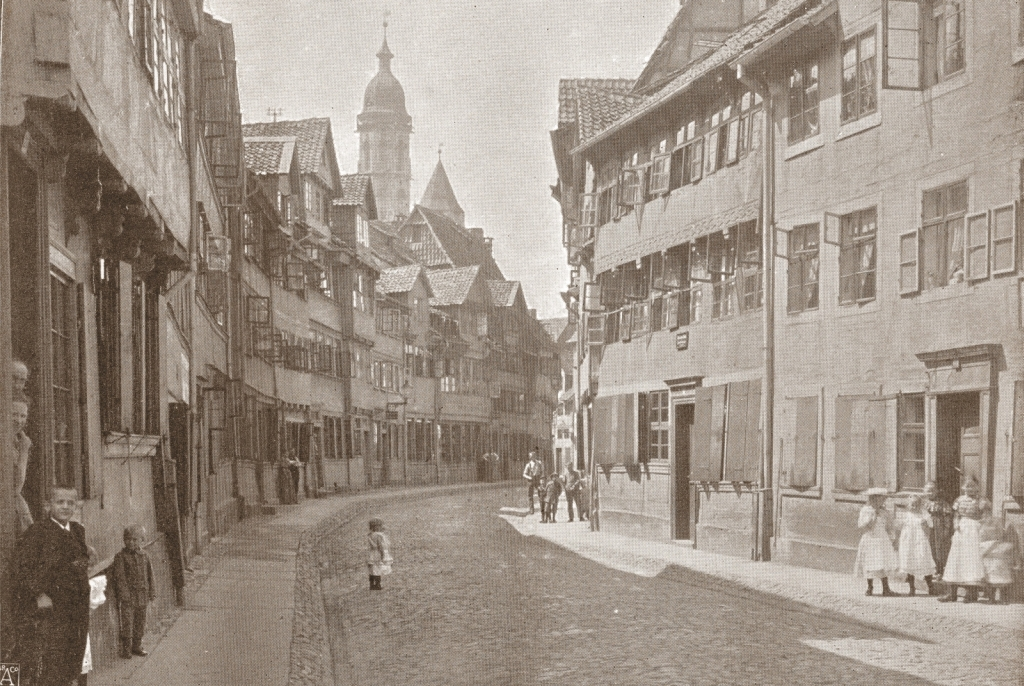
Nickelnkulk (zerstört)

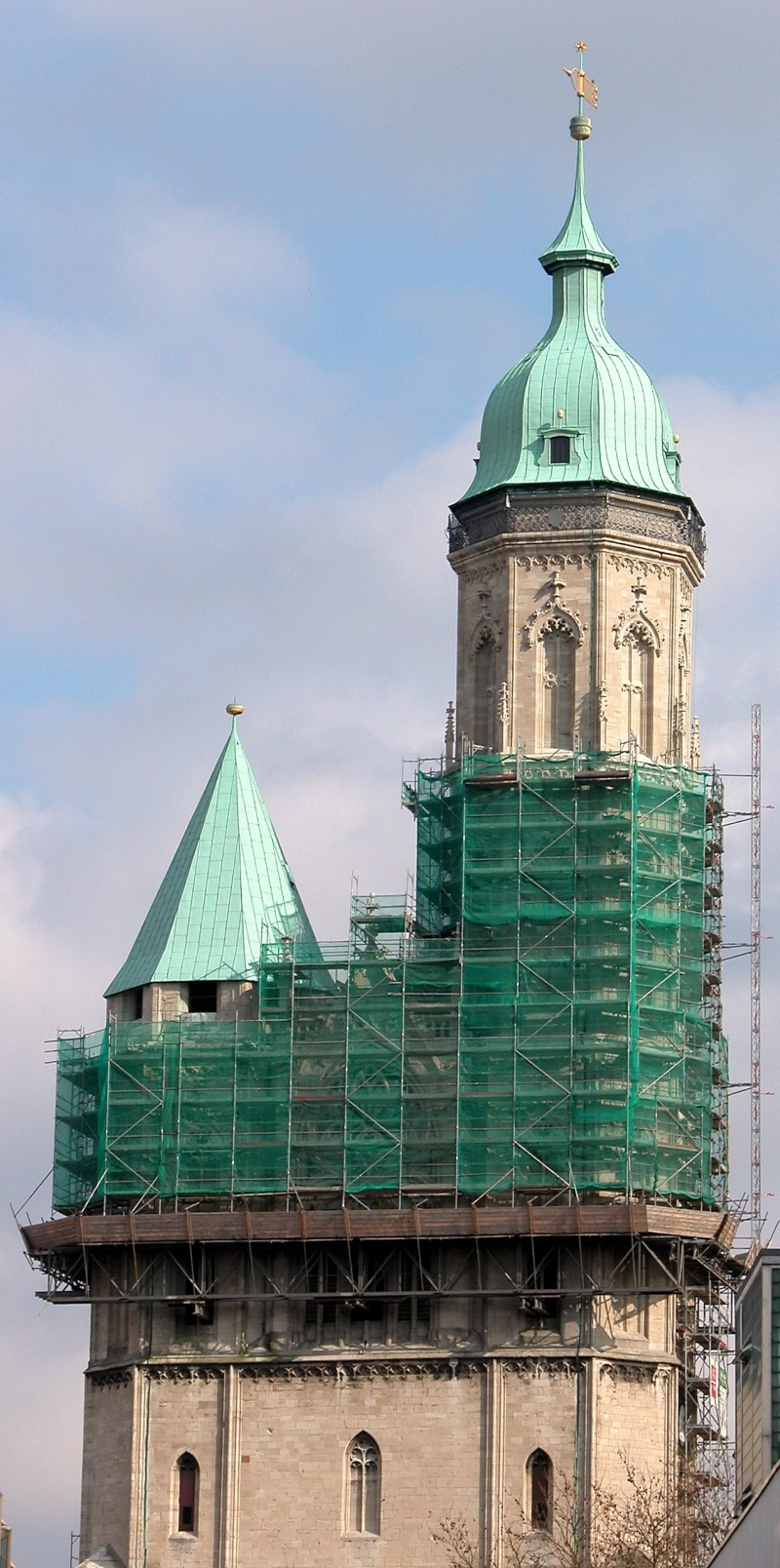
2006/2007: Mehr als 60 Jahre nach dem Ende des Zweiten Weltkrieges werden Kriegsschäden an den Türmen der Andreaskirche beseitigt

Die eng bebaute Innenstadt war zu großen Teilen durch ihre ca. 800 Fachwerkgebäude geprägt, von denen einige bis in das Mittelalter zurückreichten. Darüber hinaus bestand die Bebauung aus Steingebäuden, die meist im 17. und 18. Jahrhundert entstanden waren. Die engen, z. T. verwinkelten Straßen und deren dichte Bebauung mit leicht entflamm- und brennbaren Fachwerkhäusern sorgte in Verbindung mit der Taktik der Briten, zuerst Spreng- und dann erst Brandbomben einzusetzen, zunächst für ein schnelles Ausbreiten der Einzelbrände und führte schließlich nach deren Ineinandergreifen zu einem Feuersturm, der in den 2½ Tagen seines Wütens fast die gesamte Innenstadt zerstörte. Neben unersetzlichen Kulturgütern und -denkmälern gingen so auch Wohnviertel und sogar ganze Straßenzüge, wie z. B. Bäckerklint, Geiershagen, Meinhardshof, Nickelnkulk, Südklint, Rehnstoben, Taschenstraße oder Wüste Worth unwiederbringlich verloren.
In einem Lagebericht vom 25. Januar 1945 an Otto Georg Thierack, Reichsminister der Justiz, schrieb der Generalstaatsanwalt beim Oberlandesgericht Braunschweig:

„Das Gesicht der alten Stadt Braunschweig ist aber völlig verändert. […] Die Fachwerkhäuser, die in manchen Straßen und Gassen den Eindruck einer mittelalterlichen Stadt aufrechterhalten hatten, sind reihenweise abgebrannt.“

Der Braunschweiger Dom, den die Nationalsozialisten zur Nationalen Weihestätte umfunktioniert hatten und der der RAF in jener Nacht als Zielpunkt für den Angriff diente, war jedoch von Bomben und Feuer verschont geblieben.
Neben ganzen Straßenzügen der Innenstadt wurden auch viele stadt- und architekturgeschichtlich bedeutende Bauwerke größtenteils bzw. vollständig zerstört (Auswahl):
| Gebäude                | erbaut              | Zustand nach dem 15. Oktober 1944                                                                                              |
| Achtermannsches Haus   | 1626–1630           | schwer beschädigt |
| Aegidienkirche         | 13.–15. Jahrhundert | schwer beschädigt |
| Alte Waage             | 1534                | völlig zerstört, von 1990 bis 1994 originalgetreu am ursprünglichen Standort wieder aufgebaut                                  |
| Altstadtmarktbrunnen   | 1408                | schwer beschädigt |
| Andreas-Kirche         | um 1230             | schwer beschädigt |
| Bierbaumsches Haus     | 1523                | völlig zerstört |
| Villa Bierbaum         | 1805                | schwer beschädigt, Ruine 1960 abgerissen                                                                                       |
| Braunschweiger Schloss | 1833–1841           | schwer beschädigt, 1960 nach heftiger Kontroverse abgerissen; Fassade wurde ab 2005 am ursprünglichen Standort wiedererrichtet |
| Brüdernkirche          | um 1361             | schwer beschädigt |
| Burg Dankwarderode     | 1887–1906           | schwer beschädigt |
| Dannenbaumsches Haus   | 1517                | völlig zerstört |
| Eulenspiegelhaus       | 1630                | völlig zerstört |
| Gauß-Museum            | evtl. 16. Jh.       | vollständig zerstört |
| Gewandhaus             | vor 1268            | schwer beschädigt |
| Hagenmarkt-Apotheke    | 1677                | völlig zerstört |
| Haus Salve Hospes      | 1805                | schwer beschädigt |
| Katharinen-Kirche      | um 1200             | schwer beschädigt |
| Kreuzkloster           | um 1230             | völlig zerstört |
| Liberei                | 1412–1422           | schwer beschädigt |
| Magnikirche            | um 1031             | schwer beschädigt |
| Martineum              | 1415                | völlig zerstört |
| Martini-Kirche         | um 1195             | schwer beschädigt |
| Mummehaus              | um 1588             | völlig zerstört |
| Packhof                | 14./15. Jh.         | vollständig zerstört |
| Nicolai-Kirche         | 1710–1712           | völlig zerstört |
| Pauli-Kirche           | 1901–1906           | schwer beschädigt |
| Petri-Kirche           | vor 1195            | schwer beschädigt |
| Stechinelli-Haus       | 1690                | schwer beschädigt |
| Staatstheater          | 1861                | schwer beschädigt |

Knapp neun Stunden nach dem Ende des Bombenangriffes überflog ein Fernaufklärer der Briten gegen 11:40 Uhr die Stadt, um die Schäden zu dokumentieren. Infolge der vielen Brände und der damit verbundenen starken Rauchentwicklung waren jedoch nur einige wenige Objekte zu erkennen. Ein Augenzeuge berichtete: „Es wurde nicht hell an diesem Tag. Ein gewaltiger Rauchpilz verdunkelte die Sonne.“
Am Abend des 17. Oktober waren die letzten Großbrandstellen gelöscht, das Löschen kleinerer Brände zog sich noch drei Tage, bis zum 20. Oktober, hin. 80.000 Einwohner, das waren 53,3 % der Gesamtbevölkerung Braunschweigs, waren durch diesen Angriff obdachlos geworden.
Die Zerstörungen waren so groß, dass Bevölkerung wie Experten noch Jahre nach Kriegsende überzeugt waren, dass es sich am 15. Oktober 1944 um einen der „Tausend-Bomber-Angriffe“ wie den auf Köln am 30./31. Mai 1942, gehandelt hatte. Anders konnte man sich das Ausmaß nicht erklären. Erst nach Öffnung britischer Militärarchive stellte sich heraus, dass es „nur“ 233 Bomber gewesen waren.

### Die Opfer

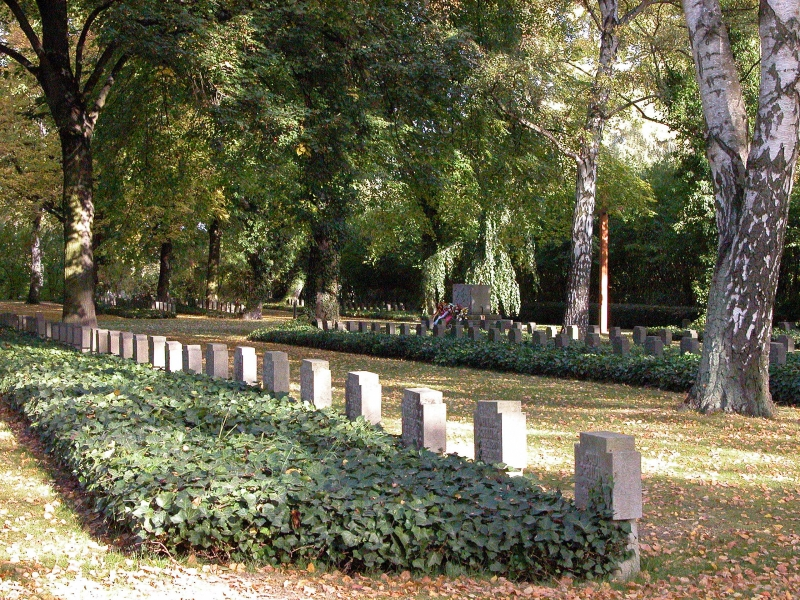
Gräberfeld mit einigen der Opfer des Bombenangriffes

Genaue Opferzahlen des Angriffs vom 15. Oktober sind nicht bekannt. Zeitgenössische Zahlen schwanken zwischen 484 und 640 Toten. Vermisst wurden 101 Personen, die Anzahl der Verletzten belief sich auf 1258. Historiker gehen heute jedoch davon aus, dass durch diesen Angriff mehr als 1000 Personen den Tod fanden.
Diese vergleichsweise geringen Verluste waren auf verschiedene Faktoren zurückzuführen: Braunschweig lag auf der direkten Flugroute, in der „Einflugschneise“, nach Magdeburg und Berlin sowie in unmittelbarer Nähe der kriegswichtigen Rüstungsgroßstandorte Salzgitter (Hermann-Göring-Werke) und Fallersleben (Volkswagen-Werk). Die Braunschweiger Bevölkerung war durch die zahlreichen Alarme (2.040 Warnungen und 620 Fliegeralarme zwischen 1939 und 1945) „trainiert“, schnell in die Bunker zu gelangen.
Bis Mitte 1943 war die Stadt weitgehend von größeren Bombenangriffen und entsprechenden Zerstörungen verschont geblieben. Da es bei fortschreitendem Krieg aber nur noch eine Frage der Zeit war, wann ein solcher Angriff kommen würde, erhielt Braunschweig bald die Spottbezeichnung „Wartestadt im Zittergau“ Dies war eine Verballhornung des von den Nationalsozialisten verwendeten Begriffes „Gau“ und der zahlreichen „Ehrentitel“ für deutsche Städte und ein Wortspiel mit dem zeitgenössischen Begriff „Warthegau“.
Ein weiterer Grund für die vergleichsweise geringe Anzahl an Bombenopfern lag in der Anzahl moderner Luftschutzbunker im Zentrum der Stadt. Außerdem ist die Evakuierung von Bewohnern zu berücksichtigen. Die anhand der Verteilung der Lebensmittelkarten berechnete Zahl der versorgten Zivilpersonen sank von August 1943 bis August 1944 von 201.181 auf 152.686 – und lag Anfang Dezember 1944 dann bei 138.048.
Die RAF hatte über Braunschweig eine Lancaster durch Flakfeuer verloren. Ein zweites Flugzeug wurde durch Beschuss so stark beschädigt, dass der Pilot die Besatzung anwies abzuspringen, was drei Besatzungsmitglieder taten. Sie gerieten in Kriegsgefangenschaft. Dem Piloten gelang es, mit seiner Maschine zum Stützpunkt zurückzukehren.

### Bunker in Braunschweig

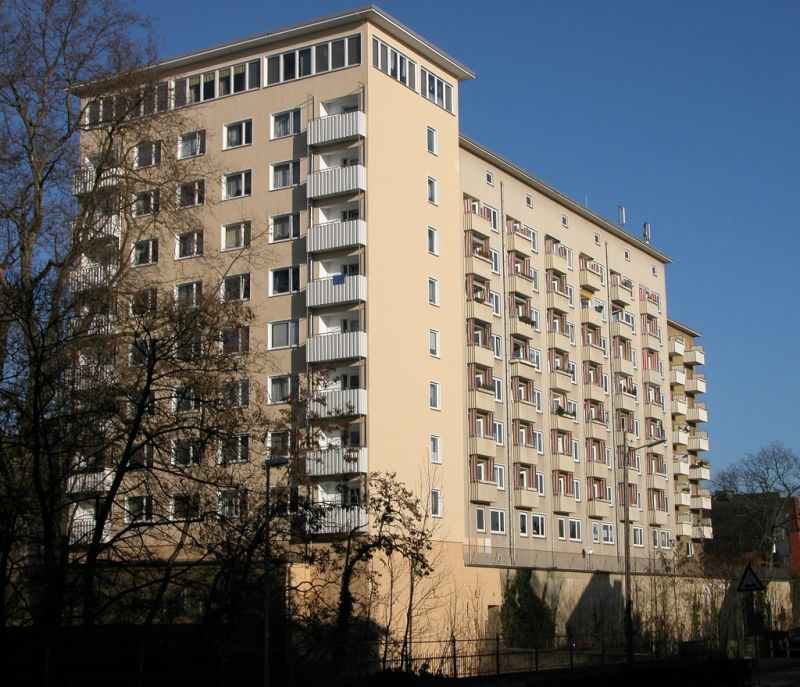
Überbauter Bunker Okerstraße (2006)

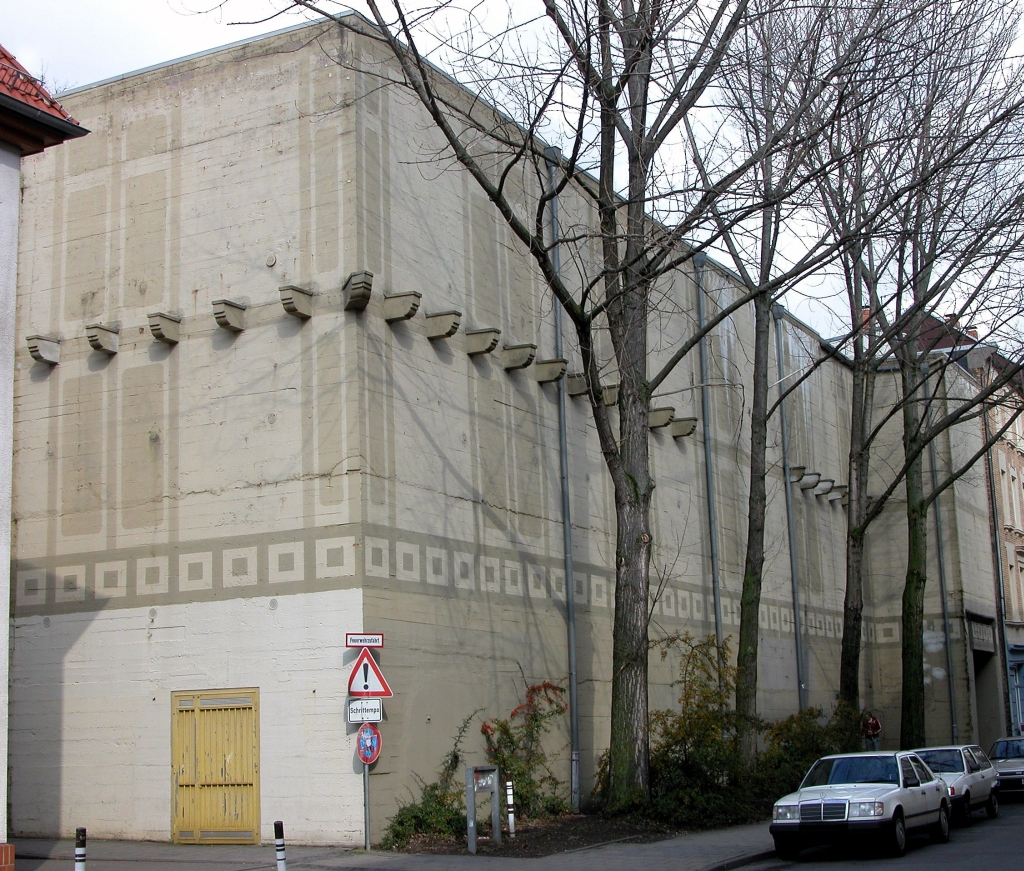
Bunker Kaiserstraße (2007)

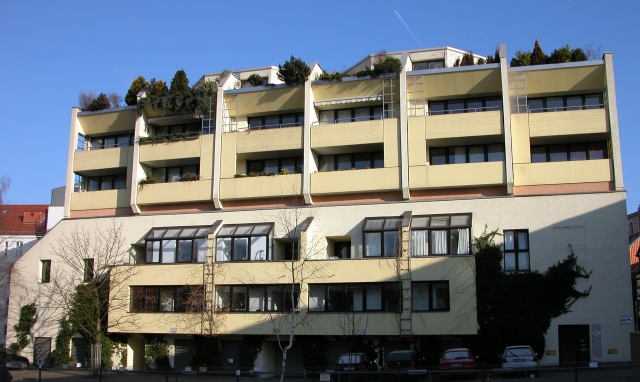
Hochbunker Ritterstraße (2006)

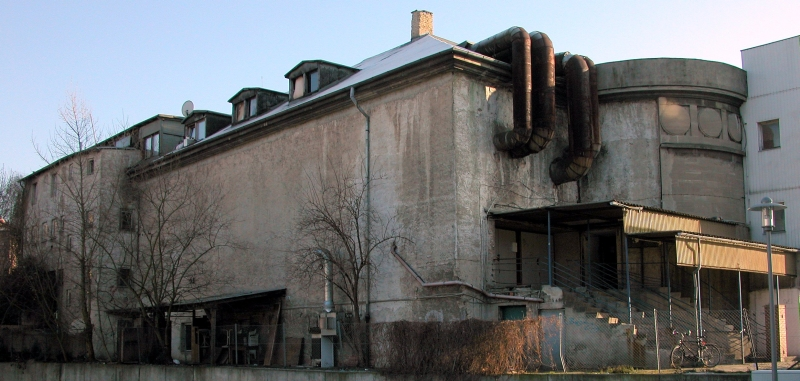
Rückseite des Bunkers Kalenwall (2006)

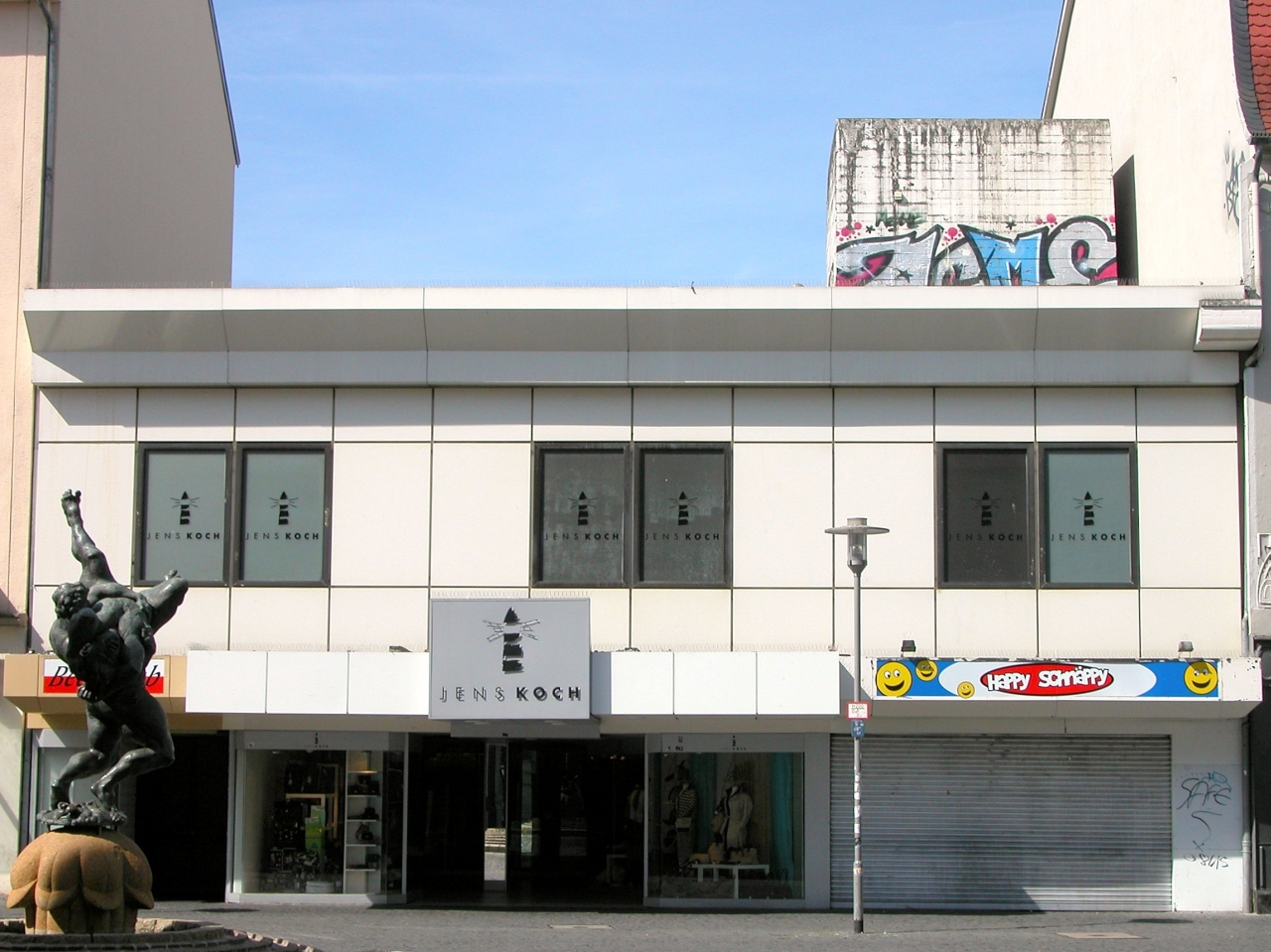
Sack-Bunker (2008 abgerissen)

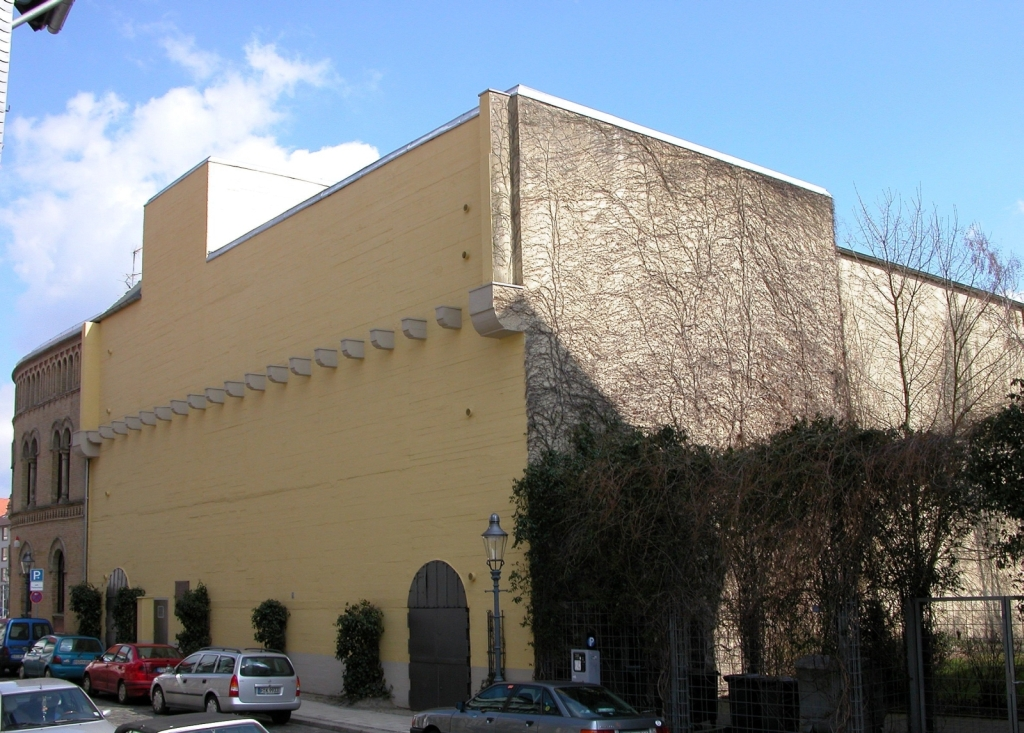
Bunker „Alte Knochenhauerstraße“ (2006)

Braunschweig besaß im Vergleich zu anderen deutschen Großstädten eine große Anzahl modernster Großbunker. Am Institut für Baustoffe, Massivbau und Brandschutz der Technischen Hochschule Braunschweig wurde die „Braunschweiger Bewehrung“ entwickelt, die wegen ihrer besonderen Widerstandsfähigkeit zu einer Art Sicherheitsstandard beim Bau von Luftschutzbunkern im gesamten Deutschen Reich wurde. Trotz der großen Anzahl waren die Bunker mit zunehmender Dauer des Krieges überfüllt.
|    | Baujahr | Ort                                                     | Plätze | Bemerkung                                                             |
| 1  | 1940    | Alte Knochenhauerstraße                                 | 813    | noch vorhanden, auf Synagogengelände                                  |
| 2  | 1940/41 | Alte Waage                                              | 220    | noch vorhanden                                                        |
| 3  | 1941/42 | Bockstwete                                              | 750    | noch vorhanden, umgewandelt                                           |
| 4  | 1941/42 | Borsigstraße/Bebelhof (damals Limbeker Hof)             | 800    | abgerissen                                                            |
| 5  | ?       | Kaiserstraße                                            | 642    | noch vorhanden                                                        |
| 6  | ?       | Kalenwall (damals Adolf-Hitler-Wall) (Alter Bahnhof)    | 428    | noch vorhanden, umgewandelt                                           |
| 7  | 1941/42 | Kralenriede                                             | 500    | noch vorhanden                                                        |
| 8  | 1941/42 | Ludwigstraße                                            | 236    | noch vorhanden                                                        |
| 9  | 1941/42 | Madamenweg 130                                          | 1.500  | noch vorhanden, 2013 in Eigentumswohnungen umgewandelt                |
| 10 | ab 1942 | Glogaustraße (damals Mascheroder Weg) in Melverode      | 350    | noch vorhanden                                                        |
| 11 | 1941/42 | Methfesselstraße                                        | 1.250  | noch vorhanden, umgewandelt                                           |
| 12 | 1941/42 | Münzstraße (Polizei)                                    | 450    | noch vorhanden                                                        |
| 13 | 1940/41 | Okerstraße                                              | 944    | noch vorhanden, in Wohngebäude umgewandelt                            |
| 14 | 1944    | Ritterstraße                                            | 840    | noch vorhanden, in Wohngebäude umgewandelt                            |
| 15 | 1940/41 | Auerstraße (damals Friedrich-Adolf-Kuls-Straße)in Rühme | 650    | abgerissen                                                            |
| 16 | 1940/41 | Sack                                                    | 700    | Ende 2007/Anfang 2008 abgerissen, um für einen Neubau Platz zu machen |
| 17 | 1940/41 | Salzdahlumer Straße                                     | 986    | noch vorhanden, umgewandelt                                           |
| 18 | ?       | Stollen im Nußberg                                      | 10.000 | gesprengt                                                             |
| 19 | ?       | Stollen im Windmühlenberg                               | 1.000  | beseitigt                                                             |

### Eingesetzte braunschweigische und auswärtige Feuerwehren
Nach Schätzungen wird davon ausgegangen, dass vor allem in der Bombennacht selbst sowie an den darauf folgenden sechs Tagen, bis zur Löschung der letzten Brände circa 4500 Feuerwehrmänner im Einsatz waren. Diese waren sowohl Angehörige städtischer Feuerwehren (u. a. aus Blankenburg, Celle, Gifhorn, Hannover, Helmstedt, Hildesheim, Peine, Salzgitter, Wernigerode und Wolfenbüttel), als auch von Freiwilligen Feuerwehren und Werkfeuerwehren verschiedener Betriebe aus Braunschweig und Umgebung. Ihrem Einsatz ist es zu verdanken, dass die Stadt in dieser Nacht nicht vollkommen verbrannte.

## Nachwirkungen

### Berichterstattung in der lokalen NS-Presse

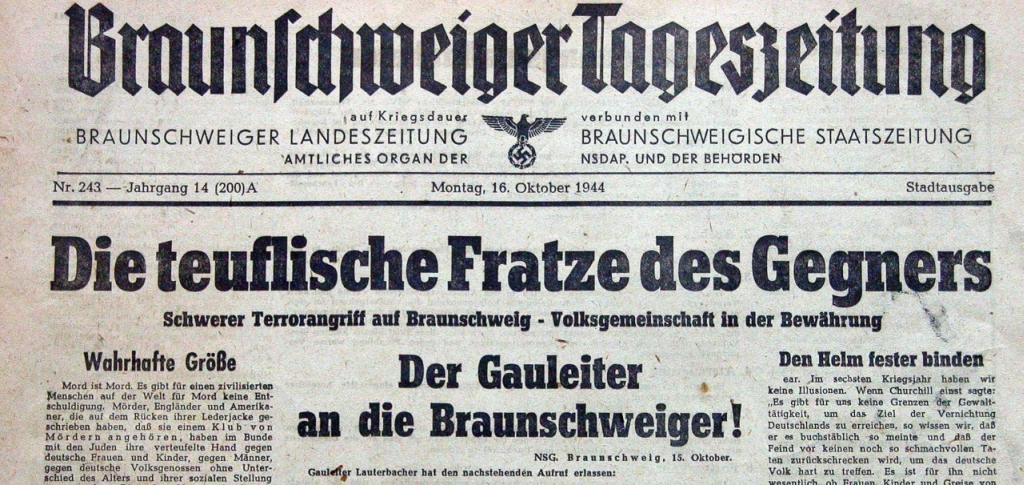
Schlagzeile der Braunschweiger Tageszeitung vom Tag nach dem Angriff

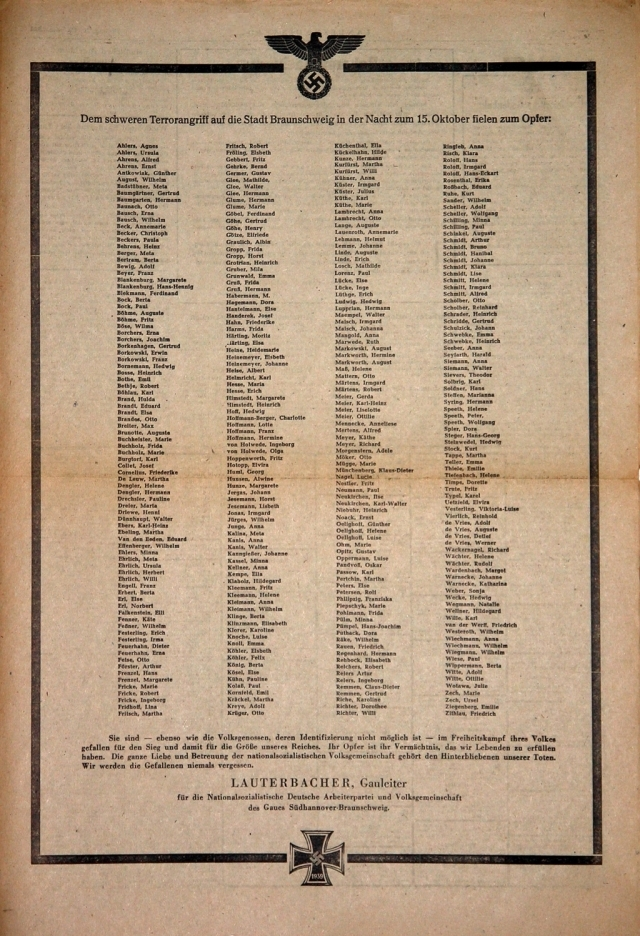
Todesanzeige in der Braunschweiger Tageszeitung vom 20. Oktober 1944

Noch in der Angriffsnacht nutzten die Nationalsozialisten die Gelegenheit, die Opfer für ihren „Totalen Krieg“ zu instrumentalisieren, denn bereits am nächsten Tag, am Montag, dem 16. Oktober – die Stadt brannte noch immer – erschien die „Braunschweiger Tageszeitung“, das lokale NS-Propagandaorgan, mit der Schlagzeile: „Die teuflische Fratze des Gegners“ und markigen Durchhalteparolen des Gauleiters von Süd-Hannover-Braunschweig Hartmann Lauterbacher an die Braunschweiger.
Am 19. Oktober wurde die Zahl der Gefallenen des 15. Oktober mit 405 angegeben, am 20. erschien eine ganzseitige Todesanzeige mit 344 Namen. Am 22., eine Woche nach dem verheerenden Angriff, fand im „Staatsdom“, so seit 1940 die von den Nationalsozialisten benutzte Bezeichnung des Braunschweiger Domes, und auf dem Schlossplatz (damals Platz der SS) ein Gedenkakt für die Opfer statt, die anschließend überwiegend auf dem Braunschweiger Hauptfriedhof in einem extra dafür angelegten Bereich bestattet wurden.
Noch in derselben Nacht traf Braunschweig bereits der nächste schwere Luftangriff, diesmal waren es Bomber der USAAF vom Typ B-17 „Flying Fortress“. Der letzte Bombenangriff auf die Stadt fand am Vormittag des 31. März 1945 durch die 392. US Bomb Group statt und galt vor allem dem Ostbahnhof, dem heutigen Braunschweiger Hauptbahnhof.

### Wehrmachtbericht zum 15. Oktober 1944
Der Wehrmachtbericht des OKW erwähnt den Angriff auf Braunschweig nur beiläufig: „… In der vergangenen Nacht warfen die Briten wahllos eine große Zahl von Spreng- und Brandbomben auf Wohngebiete der Städte Duisburg und Braunschweig. Tilsit, Hamburg und Berlin waren das Ziel weiterer nächtlicher Bombenangriffe …“ () Über das Ausmaß der Zerstörungen und die Anzahl der Opfer wird nichts berichtet.

### Kriegstagebuch des Bomber Command: 15. Oktober 1944
Im Kriegstagebuch des RAF Bomber Command findet sich folgender Eintrag zum Angriff vom 15. Oktober 1944 auf Braunschweig:

RAF Bomber Command Campaign Diary October 1944
14/15 October 1944:
“[…] Not only could Bomber Command dispatch more than 2,000 sorties to Duisburg in less than 24 hours, but there was still effort to spare for No 5 Group to attack Brunswick with 233 Lancasters and 7 Mosquitos. The various diversions and fighter support operations laid on by Bomber Command were so successful that only 1 Lancaster was lost from this raid. Bomber Command had attempted to destroy Brunswick 4 times so far in 1944 and No 5 Group finally achieved that aim on this night, using their own marking methods. It was Brunswick’s worst raid of the war and the old centre was completely destroyed. A local report says ‘the whole town, even the smaller districts, was particularly hard hit’. It was estimated by the local officials that 1,000 bombers had carried out the raid.”

„Kriegstagebuch des RAF Bomber Command Oktober 1944
14./15. Oktober 1944:
„[…] Es gelang Bomber Command nicht nur, innerhalb von weniger als 24 Stunden mehr als 2.000 Einsätze gegen Duisburg zu fliegen, es war No 5 Group auch noch möglich, mit 233 Lancasters und 7 Mosquitos Braunschweig anzugreifen. Die verschiedenen Ablenkungsmanöver sowie der vom Bomber Command bereitgestellte Jagdschutz waren so erfolgreich, dass nur eine einzige Lancaster bei diesem Angriff verloren ging. Bomber Command hatte 1944 bereits vier Mal versucht, Braunschweig zu zerstören, und es gelang No 5 Group in dieser Nacht dieses Vorhaben umzusetzen, indem sie ihre eigene Zielmarkierungstechnik dafür einsetzte. Es war Braunschweigs schwerster Luftangriff des gesamten Krieges und das alte Stadtzentrum wurde vollständig zerstört. In einem lokalen Bericht stand zu lesen: ‚Die gesamte Stadt, sogar die kleineren Stadtteile, wurde besonders schwer getroffen.‘ Offizielle der Stadt schätzten, dass es sich um einen 1000-Bomber-Angriff gehandelt habe.““

Aus dem Text geht eindeutig hervor, dass dem RAF Bomber Command schon sehr bald nach dem Luftangriff bewusst war, wie verheerend die Folgen für die Stadt Braunschweig waren.

### Vorbereitungen für die Zerstörung Dresdens
In der Rückbetrachtung kann man den Angriff vom 15. Oktober auf Braunschweig zusammen mit dem Luftangriff auf Darmstadt vom 11. September 1944 als Vorbereitung der RAF auf die zerstörerischen Luftangriffe auf Dresden vom 13. und 14. Februar 1945 betrachten. RAF-Air Vice-Marshal Don Bennet bezeichnete die optimierte Fächerbombardierungstechnik, die bei diesem Angriff auf Braunschweig eingesetzt wurde, in der folgenden Angriffsaus- und -bewertung als entscheidende Vorstufe für die Vernichtung Dresdens.

## Statistik einer Zerstörung

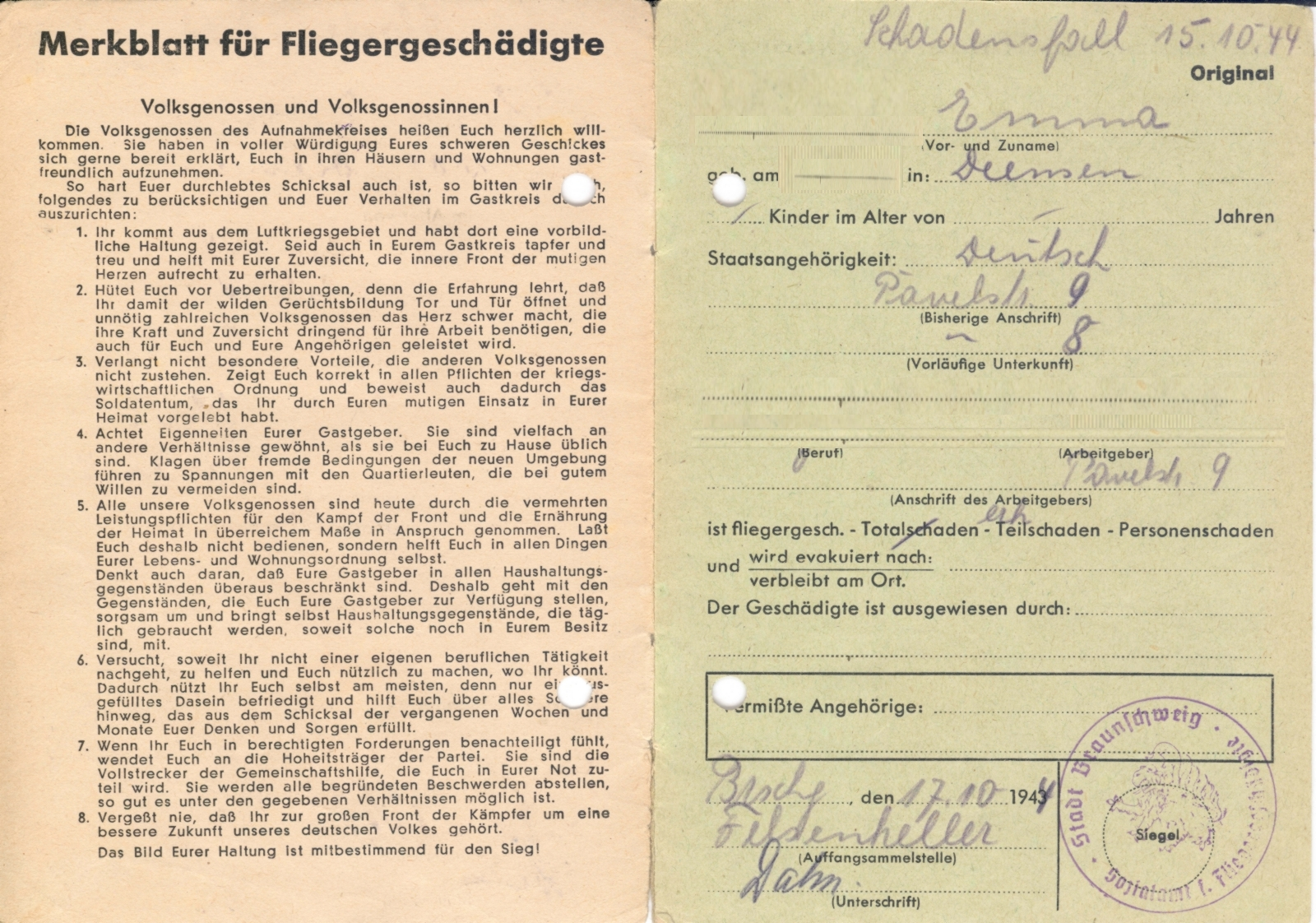
Bombenpaß für Fliegergeschädigte aus Braunschweig. Handschriftlicher Eintrag in der oberen rechten Ecke: „Schadensfall 15.10.44“. (Familienname nachträglich unkenntlich gemacht)

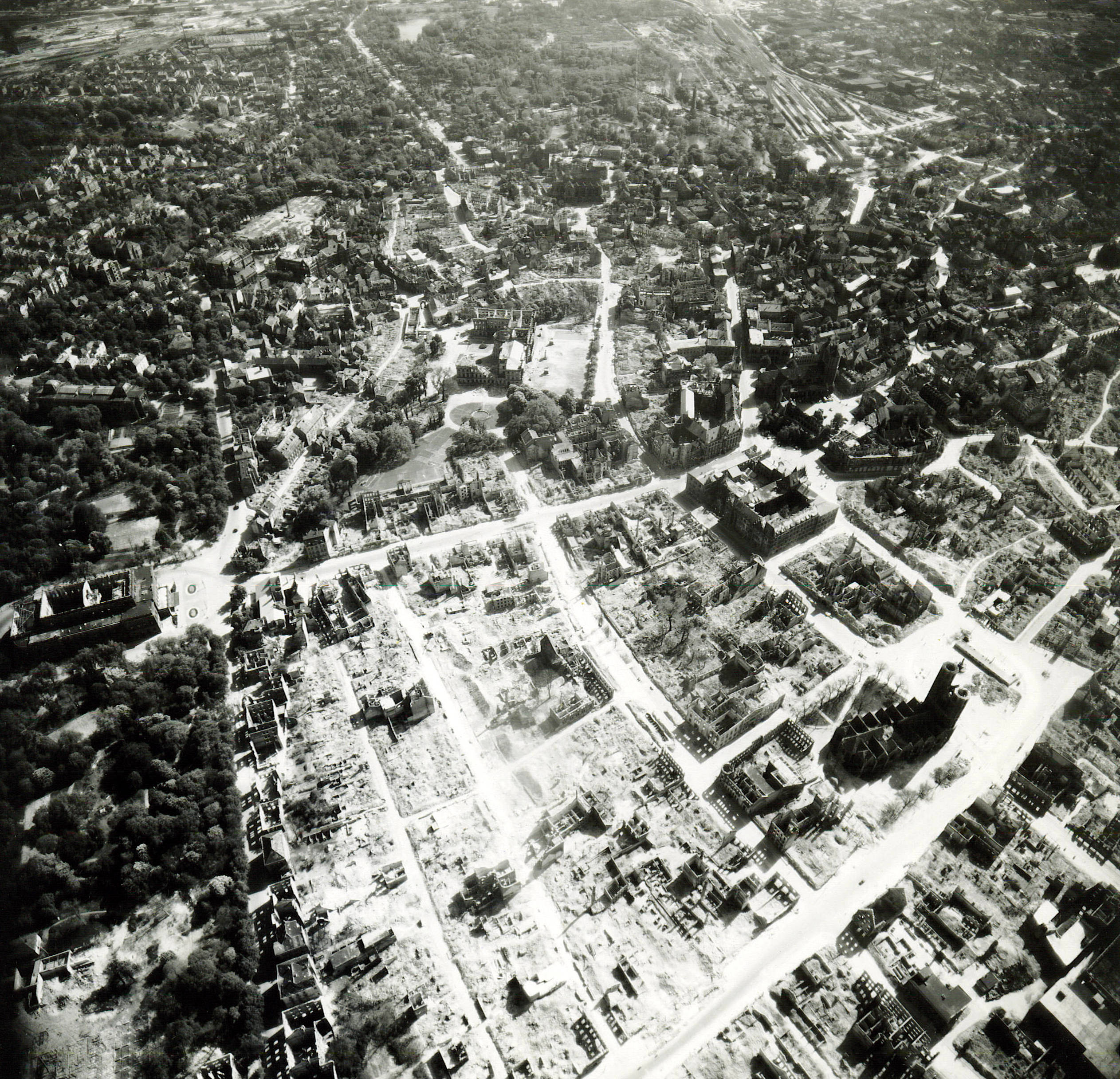
Luftaufnahme der USAAF vom 12. Mai 1945. Blickrichtung Süden: Auflistung markanter Orientierungspunkte unter „Anmerkungen“.

### Einwohnerzahl und Todesopfer
Zu Beginn des Zweiten Weltkrieges hatte Braunschweig 202.284 Einwohner; bei Kriegsende hatte sich diese Zahl um 26,03 % auf 149.641 reduziert. Durch Kriegseinwirkungen, hauptsächlich Bombenangriffe und deren Folgen, etwa die Beseitigung und Entschärfung von Blindgängern, starben nach zeitgenössischen Angaben insgesamt 2905 Personen, von denen 1286 Ausländer waren, also 44,3 %. Bei diesen Ausländern handelte es sich überwiegend um Kriegsgefangene, Zwangsarbeiter und KZ-Häftlinge. Im Bereich des Arbeitsamtes Braunschweig gab es Mitte 1944 circa 51.000 Ausländer, die v. a. in Rüstungsbetrieben wie Büssing, MIAG und NIMO arbeiteten. Ihnen war der Zutritt zu Bunkern und Luftschutzräumen verboten, was die hohe Zahl an Bombenopfern unter dieser Gruppe erklärt. Heutige Schätzungen gehen von einer Gesamtopferzahl von etwa 3500 Toten aus.

### Zerstörung von Wohnraum, Infrastruktur etc.
Zwischen 1940 und 1945 war Braunschweig 42 Mal das Ziel von Luftangriffen der RAF und der USAAF. Die 42 Angriffe gliederten sich in 12 Einzelangriffe, 10 leichte, 8 mittelschwere und 10 schwere, wobei sich Tag- und Nachtangriffe die Waage hielten.
Genaue(re) Zahlen liegen lediglich über zerstörte Wohnhäuser und Wohnungen vor. In seinem o. g. Lagebericht führte der Generalstaatsanwalt folgende Zahlen für den 15. Oktober 1944 an: 15.776 Wohngebäude insgesamt, davon infolge des Feuersturms bzw. durch Bombeneinwirkung in jener Nacht in Mitleidenschaft gezogen: 3600 Gebäude vollständig zerstört, 2000 schwer, 1800 mittel und 1400 leicht beschädigt. Sieben Monate später, bei Kriegsende, waren lediglich ca. 20 % vollkommen unversehrt geblieben, 25 % waren zu 100 % zerstört und etwa 55 % waren teilweise beschädigt (wobei der Grad der Zerstörung stark variierte). 1943, vor Beginn der großflächigen Bombardierung Braunschweigs, gab es in der Stadt 15.897 Häuser, davon waren Mitte 1945 nur noch 2.834 (ca. 18 %) unbeschädigt. Wohnungen gab es 59.826, davon unversehrt bei Kriegsende waren nur noch 11.153 (ca. 19 %). Der Gesamtzerstörungsgrad der Wohngebäude lag bei 35 %. Das wiederum hatte zur Folge, dass fast 80 % der Stadtbevölkerung bei Kriegsende obdachlos waren. 60 % der Kulturstätten (inkl. der Verwaltungsgebäude) waren ebenfalls zerstört sowie ca. 50 % der Industrieanlagen.

### Gesamtzerstörungsgrad und Trümmermenge
Der Zerstörungsgrad der Braunschweiger Innenstadt (innerhalb des Okerringes) lag bei Kriegsende bei 90 %, der Gesamtzerstörungsgrad der Stadt bei 42 %. Die Gesamttrümmermenge belief sich auf 3.670.500 m³. Damit gehört Braunschweig zu den am schwersten zerstörten deutschen Städten.

## Nachkriegszeit

### Wiederaufbau

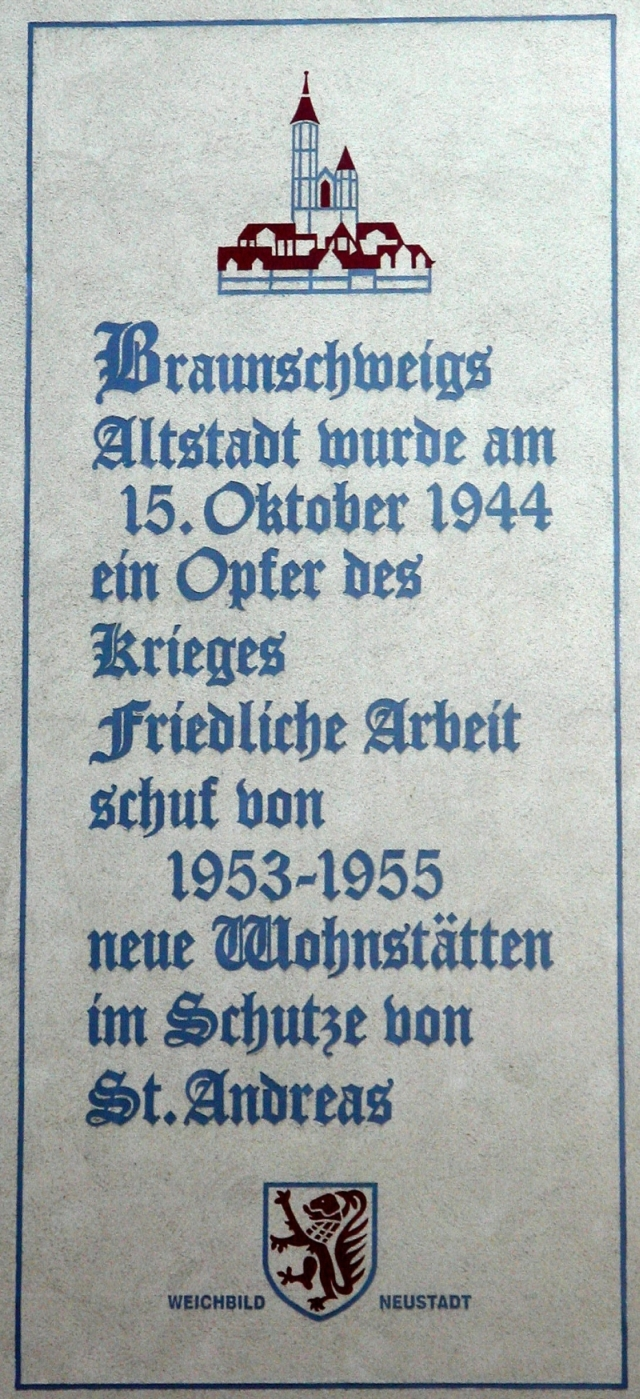
Wiederaufbau und Gedenken: Aufschrift auf einer Hauswand in unmittelbarer Nachbarschaft zur Andreaskirche

Am 17. Juni 1946 begann in Braunschweig offiziell die Trümmerräumung. Sie dauerte 17 Jahre – erst 1963 erklärte die Stadt offiziell die Aufräumarbeiten für beendet. Tatsächlich jedoch wurden sie aber noch Jahrzehnte danach in kleinerem Umfang fortgesetzt. 14 Jahre nach Kriegsende, Anfang Juni 1959, wurden die letzten bekannten Blindgänger im Stadtgebiet beseitigt. Aber auch Jahrzehnte später werden noch immer Bomben jeder Art und Größe in der Stadt und ihren Randbezirken gefunden, so z. B. der Fund im Stadtzentrum auf dem Gelände des ehemaligen Schlossparks: Am 7. Juni 2005 wurde dort eine Fliegerbombe gefunden. 10.000 Menschen mussten aus der Innenstadt evakuiert werden, bevor der Blindgänger zur Entschärfung abtransportiert werden konnte. Gegen 11:30 Uhr des 20. Juli 2015 wurde bei Baggerarbeiten in unmittelbarer Nähe des Braunschweiger Hauptbahnhofs eine 500-kg-Bombe, wahrscheinlich aus dem Jahre 1944, entdeckt. Da der Bagger die Bombe unbeabsichtigt bewegt und dabei einen der Aufschlagzünder beschädigt hatte, wurde entschieden, den Blindgänger noch am selben Tag zu entschärfen. Ab 17:00 Uhr begann die Evakuierung von 11.000 Anwohnern (unter anderem auch aus dem Marienstift) im Umkreis von einem Kilometer um die Fundstelle, der Straßen- und Bahnverkehr wurde umgeleitet, der Hauptbahnhof geschlossen. Es handelte sich um die größte Evakuierungsmaßnahme in der Geschichte der Stadt Braunschweig. Die Entschärfung war kurz nach 23:00 Uhr abgeschlossen.
In den Nachtstunden des 11./12. April 2018 fand eine weitere Bombenentschärfung statt. Am selben Tag war bei Bauarbeiten im südlichen Stadtbereich an der Kreuzung Hennebergstraße/Wolfenbütteler Straße ein Bagger auf eine US-amerikanische 250-kg-Bombe mit zwei Zündern gestoßen. Da der Bagger die Bombe touchiert hatte, musste sie umgehend vor Ort entschärft werden. Ab 21:00 Uhr am 11. April wurden in einem Umkreis von einem Kilometer 8400 Einwohner sowie 2000 Hotelgäste vorübergehend evakuiert. Obwohl sich gleichzeitig über der Stadt ein schweres Gewitter entlud, konnte die Entschärfung gegen 03:00 Uhr morgens erfolgreich abgeschlossen werden.
Die jüngste Entschärfung war am 12. November 2023. 5.000 Anwohner hatten dafür in einem Umkreis  von einem Kilometer um den Fundort evakuiert werden müssen. Bei Routinesondierungen waren im Bereich südlich der Eisenbütteler Straße im Bereich des Kennel, relativ nah an den ehemaligen Bahnanlagen des alten Braunschweiger Hauptbahnhofs, zwei verdächtige Punkte entdeckt worden, die sich schließlich als 250-kg-Bomben mit Aufschlagzünder aus US-Beständen erwiesen. Beide Bomben konnten noch vor 16:00 vor Ort entschärft werden.
In den 1950er und 1960er Jahren ging der Wiederaufbau der Stadt schnell voran, denn es wurde dringend Wohnraum benötigt, die Infrastruktur musste wieder hergestellt und die Wirtschaft wieder belebt werden. Da die Innenstadt größtenteils eine Trümmerwüste war, ergriffen neue Stadtplaner und Architekten ihre Chance und entwarfen und bauten die neue, moderne, und v. a. „autogerechte Stadt“, wobei sie u. a. den Maximen der sogenannten „Braunschweiger Schule“ unter den Architekten Kraemer, Oesterlen und Henn folgten. Dies wiederum führte an vielen Orten zu weiteren Zerstörungen (u. a. durch neu angelegte Straßenschneisen) bzw. Beseitigung der historisch gewachsenen Stadtlandschaft und wirkt so bis in die Gegenwart, da z. T. der frühere Stadtgrundriss ignoriert wurde, beschädigte Gebäude, statt instand gesetzt, oft vorschnell abgerissen wurden und der Verkehr – insbesondere des Kraftfahrzeugs – zum Maßstab des „neuen“ Braunschweig erhoben wurde. So entstand besonders im Stadtzentrum der Eindruck einer zweiten Zerstörung Braunschweigs.
Diese nachträgliche Zerstörung historischen Bau- und Kulturgutes in Friedenszeiten, wie z. B. der Abriss zahlreicher mittelalterlicher, barocker und klassizistischer Bauwerke oder der umstrittene Abriss des beschädigten Braunschweiger Schlosses im Sommer 1960, führte, ähnlich wie beim Berliner Stadtschloss und anderen prominenten Bauwerken in anderen deutschen Städten zu einem weiteren Identitätsverlust der ortsansässigen Bevölkerung und war jahrzehntelang Anlass für sehr kontrovers geführte Diskussionen.
Der (Wieder-)Aufbau beschädigter bzw. zerstörter Gebäude zieht sich noch bis in die Gegenwart, so wurde in jüngerer Vergangenheit z. B. die 1944 zerstörte Alte Waage komplett neu aufgebaut. Aktuellstes Beispiel ist die teilweise Rekonstruktion der Fassade des Braunschweiger Schlosses in den Jahren 2005–2007.

### Gedenken

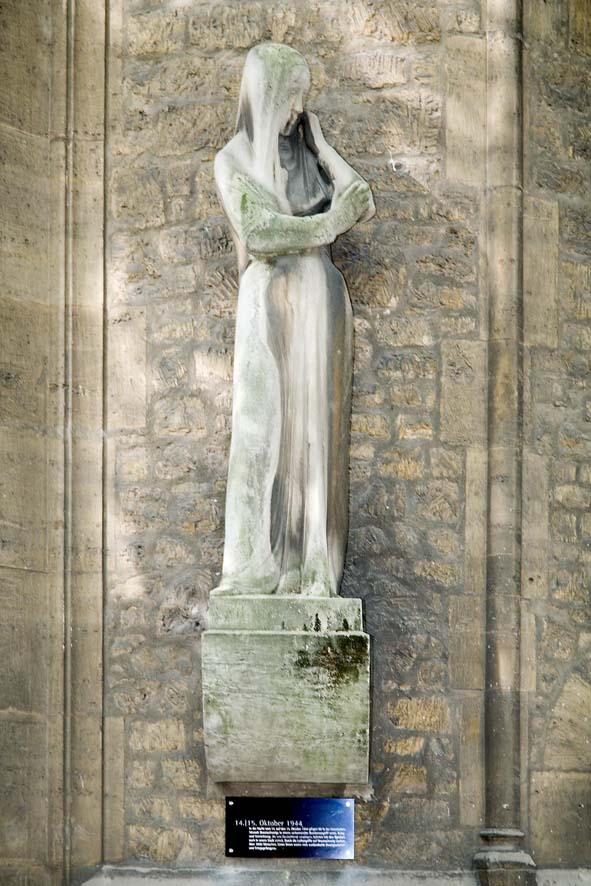
Trauernde von Karl Paul Egon Schiffers: Denkmal aus dem Jahre 1955 für die Bombenopfer (Südostwand des Doms)

#### Sinn und Notwendigkeit der Zerstörung
Bereits früh während des Zweiten Weltkrieges vertrat der anglikanische Bischof und Mitglied des britischen House of Lords George Bell die Auffassung, dass Bombenangriffe derartigen Ausmaßes auf deutsche Städte die ethischen Grundlagen der westlichen Zivilisation bedrohten und die Chancen einer künftigen Versöhnung zwischen den Kriegsgegnern zunichtemachten. Mehrfach äußerte er seine Bedenken in Reden im House of Lords, so z. B. 1944:

“How can the War Cabinet fail to see that this progressive devastation of cities is threatening the roots of civilization?”

„Wie kann es sein, dass das Kriegskabinett nicht erkennt, dass diese fortschreitende Verwüstung der Städte die Wurzeln der Zivilisation bedroht?“

Aus Nachkriegssicht und v. a. vor dem Hintergrund der britischen Area Bombing Directive stellt sich die Frage, ob das Ziel einer großflächigen, sogar endgültigen Zerstörung Braunschweigs im Oktober 1944 militärisch zum einen sinnvoll und zum anderen angesichts der Endphase des Krieges notwendig war. Diese Debatte wird in ähnlicher Form in Bezug auf die Zerstörung von Köln, Hamburg, Dresden, Magdeburg, Würzburg, Darmstadt sowie anderer, wesentlich kleinerer, Städte wie Heilbronn, Pforzheim, Nordhausen und Halberstadt geführt.

#### Künstlerische Verarbeitung
Bereits kurz nach dem Bombenangriff schuf Maler und NSDAP-Mitglied Walther Hoeck sein wohl bekanntestes Gemälde Das brennende Braunschweig. Hoeck hatte den Angriff wohl selbst miterlebt bzw. von seinem damaligen Wohnort Lehndorf, einem Stadtteil Braunschweigs, mit angesehen.
Von dem Gemälde sind heute sechs nur geringfügig voneinander abweichende Fassungen bekannt. Alle sind undatiert und entstanden aller Wahrscheinlichkeit nach zwischen Oktober 1944 und wahrscheinlich 1946. Das größte dieser Bilder mit den Maßen 124,5 cm × 204,4 cm befindet sich heute im Besitz der NORD/LB in Braunschweig. Das kleinste ist etwa halb so groß und in Privatbesitz. Ein Exemplar ist im Altstadtrathaus, einer Außenstelle des Städtisches Museums Braunschweig ausgestellt.
Alle Gemälde zeigen aus großer Entfernung gesehen die lodernde Silhouette der Stadt, wobei auf keinem der Bilder Menschen oder Tiere zu sehen sind. Hoeck inszenierte den Feuersturm als apokalyptisches Inferno, als gewaltige Katastrophe, die in ihrer Zerstörungskraft eine eigene Ästhetik entwickelt. Im dargestellten Flammenmeer sind nur einige wenige, dafür aber charakteristische Bezugs- und Identifikationspunkte der Stadt zu erkennen, so die Türme der Andreas-, Katharinen- und Michaeliskirche sowie die des Braunschweiger Doms (s. unter „Weblinks“). Noch heute ist Das brennende Braunschweig für viele Braunschweiger der bildliche Inbegriff der Zerstörung ihrer Stadt.
1956 fertigte Karl Wollermann, ehemals einer der höchsten NS-Kulturfunktionäre und seit Ende 1951 Rektor der Braunschweiger Werkkunstschule in der Nürnberger Gobelin-Manufaktur einen 250 × 400 cm großen, farbigen Wandteppich mit dem Titel Phoenix aus der Asche, der den Untergang des brennenden Braunschweig und dessen Wiederauferstehen („Wie Phönix aus der Asche“) künstlerisch verarbeitet. Der Teppich war für den großen Ratssaal des Braunschweiger Rathauses geschaffen worden und befindet sich im Besitz der Stadt.

#### Der 15. Oktober als Fixpunkt in der Stadtgeschichte

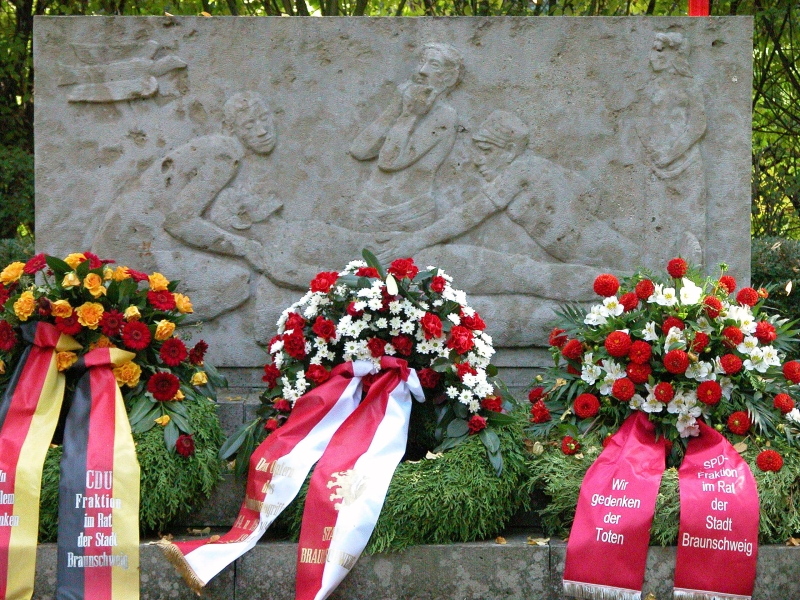
„Den Toten des Krieges, der Gewaltherrschaft, der Vertreibung“, Mahnmal auf dem Braunschweiger Hauptfriedhof

Seither finden in Braunschweig an jedem 14./15. Oktober Gedenkveranstaltungen und Ausstellungen statt. Die Ereignisse jener Tage haben auch in der lokalgeschichtlichen Literatur starken Widerhall gefunden.
1994, zum 50. Jahrestag der Bombardierung, fand neben zahlreichen anderen Gedenkveranstaltungen die Ausstellung Braunschweig im Bombenkrieg im Braunschweigischen Landesmuseum statt. Innerhalb der ersten Woche wurden nahezu 10.000 Besucher gezählt. Im selben Jahr erschienen drei umfangreiche Publikationen und Zeitzeugenberichte von R. Prescher (in Neuauflage), E. Grote und G. Starke (s. u. „Literatur“). Am 15. Oktober 2004, dem 60. Jahrestag der Zerstörung fand eine Ausstellung mit dem Titel 14. Oktober 1944 – 60 Jahre Zerstörung Braunschweigs. Braunschweiger Presse und Erinnerungskultur. Im Braunschweiger Dom wurde im Beisein des britischen Botschafters von Musikern und Sängern aus Braunschweig und aus der englischen Partnerstadt Bath das War Requiem von Benjamin Britten aufgeführt.
2019, zum 75. Jahrestag des Bombenangriffes, gab es wieder zahlreiche Gedenk- und Informationsveranstaltungen in der Stadt, so z. B. vom 15. September bis 15. Oktober die Ausstellung 15. Oktober. Die Zerstörung der Stadt Braunschweig. Sie war verteilt über sechs Orte der Stadt: Städtisches Museum, Jakob-Kemenate, Kemenate Hagenbrücke, Bankhaus Löbbecke, Augustinum und Andreaskirche. Ausgestellt waren Werke von Künstlern, die die Zerstörung und die Trümmerlandschaften des 15. Oktober 1944, aber auch den Wiederaufbau in Radierungen, Aquarellen, Grafiken, Ölgemälden und Zeichnungen festgehalten haben. Zu den ausgestellten Künstlern zählten: Herman Flesche, Wilhelm Frantzen, Hedwig Hornburg, Günther Kaphammel, Bruno Müller-Linow, Peter Lufft, Karl-Heinz Meyer, Ernst Straßner, Daniel Thulesius und Herbert Waltmann; aber auch anonyme Werke waren zu sehen. Die Werke stammten teilweise aus einer Privatsammlung, teilweise vom Städtischen Museum.
Auf dem Braunschweiger Hauptfriedhof, wo viele Opfer beigesetzt sind, befindet sich seit November 1962 ein Mahnmal.

### Zeitschriften und Dokumente
- Braunschweiger Zeitung (Hrsg.): Die Bomben-Nacht. Der Luftkrieg vor 60 Jahren, Spezial-Heft Nr. 10, Braunschweig 2004.
- Friedenszentrum Braunschweig e. V. (Hrsg.): Braunschweig im Bombenkrieg. 50 Jahre danach. Den Opfern des Krieges gewidmet. Band 1: Dokumente zur Ausstellung 30.09.–31.10.1993, Braunschweig 1994, 4., verbesserte Auflage 2004.
- ders.: Braunschweig im Bombenkrieg. 50 Jahre danach. Den Opfern des Krieges gewidmet. Band 2: Dokumente von Zeitzeuginnen und Zeitzeugen: „Bomben auf Braunschweig“. Landesmuseum 11. September–16. Oktober 1994, Braunschweig 1994.
- ders.: Braunschweig im Bombenkrieg. 50 Jahre danach. Den Opfern des Krieges gewidmet. Band 3: Dokumente aus der Gedenknacht 14./15.10.1994: „Die Gerloff-Berichte“, Braunschweig 1994, 2., verbesserte Auflage Braunschweig 2006.
- ders.: Braunschweig im Zweiten Weltkrieg. Dokumente einer Zerstörung – Stunde Null – Neubeginn In: Arbeitsberichte aus dem Städtischen Museum Braunschweig, Nr. 65; Braunschweig 1994.
- Funke Medien Niedersachsen GmbH (Hrsg.): Codename SKATE. Erinnerungen an den Bombenkrieg über der Region. JHM Verlag, Braunschweig 2020.

### Monografien
- Hartwig Beseler, Niels Gutschow: Kriegsschicksale Deutscher Architektur. Verluste, Schäden, Wiederaufbau. Band I: Nord. Karl Wachholtz, Neumünster 1988, ISBN 3-926642-22-X, S. 202–231.
- Eckart Grote: Braunschweig im Luftkrieg. Alliierte Film-, Bild- und Einsatzberichte der US-Air Force / British Royal Air Force aus den Jahren 1944/1945 als stadtgeschichtliche Dokumente. Braunschweig 1983, ISBN 3-924342-00-8.
- Eckart Grote: Target Brunswick 1943–1945. Luftangriffsziel Braunschweig – Dokumente der Zerstörung. Braunschweig 1994, ISBN 3-9803243-2-X.
- Peter Neumann: Braunschweig als Bombenziel. Aus Aufzeichnungen der Jahre 1944 und 1945, in: Braunschweigisches Jahrbuch, Band 65, Braunschweig 1984.
- Rudolf Prescher: Der rote Hahn über Braunschweig. Luftschutzmaßnahmen und Luftkriegsereignisse in der Stadt Braunschweig 1927 bis 1945, Braunschweig 1955.
- Günter K. P. Starke: Das Inferno von Braunschweig und die Zeit danach. 4. erweiterte Auflage, Appelhans Verlag, Braunschweig 2002, ISBN 3-930292-58-0.

### Schilderungen von Zeitzeugen
- Anja Hesse, Annette Boldt-Stülzebach (Hrsg.): Die Nacht, in der die Bomben fielen. Zeitzeugen erinnern sich an den 14./15. Oktober 1944. Johann Heinrich Meyer Verlag, Braunschweig 2010, ISBN 978-3-926701-80-0.
- Hedda Kalshoven: Ich denk’ so viel an Euch. Ein deutsch-niederländischer Briefwechsel 1920–1949. Luchterhand Verlag, München 1995, ISBN 3-630-86849-5.
- Eckhard Schimpf: Nachts, als die Weihnachtsbäume kamen. Eine ganz normale Braunschweiger Kindheit im Chaos von Kriegs- und Nachkriegszeit. Braunschweiger Zeitungsverlag, Braunschweig 1997.

## Filmdokumentationen
- Braunschweig 1945 – Bombardierung, Befreiung, Leben in Trümmern. erinnert und kommentiert von Eckhard Schimpf. Braunschweiger Zeitung und Archiv Verlag, Braunschweig 2005 (39m05s)
- Feuersturm – Der Bombenkrieg gegen Deutschland. DVD-Edition, SPIEGEL TV history. Polar Film, Gescher 2003 (enthält Ausschnitte aus dem Originalfilm der RAF von der Bombardierung am 15. Oktober 1944)